# Inhalt der Ilias
Dieser Artikel beschreibt den Inhalt der Ilias, eines der ältesten Werke der griechischen und damit der europäischen Literatur.

## Überblickstabelle
| Tag/Nacht        | Partie             | Versanzahl | Handlung |
| ---------------- | ------------------ | ---------- | --- |
| Proömium         | 1, 1–7             | 7          | 1. Buch: Themenüberblick |
| Tag 1            | 1, 8–52            | 45         | Agamemnon beleidigt und vertreibt den Priester Chryses, der seine kriegsgefangene Tochter Chryseis freikaufen will, woraufhin dieser seinen Gott Apollon um Genugtuung bittet. |
| Tage 2–9         | 1, 53              | 1          | Neun Tage wütet eine von Apollon entsandte Seuche. |
| Tag 10           | 1, 54–476          | 423        | Von Achilleus wird eine Heerversammlung aufgrund der Seuche einberufen, in der sich Agamemnon und Achilleus entzweien. Eine Vermittlung von Nestor ist nicht erfolgreich. Schließlich lenkt Agamemnon ein, verlangt aber Achilleus’ Beutemädchen Briseïs als Ersatz, was der nicht gutheißt. Bitte des Achilleus’ an seine Mutter Thetis, um Ehrung und Genugtuung durch Zeus. Rückgabe der Chryseis auf der Insel Chryse. |
| Tag 11           | 1, 477–492         | 16         | Rückkehr der Gesandtschaft aus Chryse. |
| Tag 12–20        | (1, 493)           | (1)        | Alle Götter sind für zwölf Tage bei den Aithiopiern. |
| Tag 21           | 1, 493–611         | 119        | Die Götter sind wieder zurück auf dem Olymp; Zeus gewährt Thetis Achilleus’ Wunsch trotz Heras Widerspruchs. Ihr Konflikt löst sich im Lachen auf. |
| Nacht vor Tag 22 | 2, 1–47            | 47         | 2. Buch: Zeus sendet Agamemnon einen Traum, dass dieser jetzt die Trojaner besiegen werde. |
| Tag 22           | 2, 48 bis 7, 380   | 3653       | Erster Schlachttag. Heeresversammlung durch Agamemnon inklusive Prüfung des Heeres: Die Griechen fühlen sich ermutigt, Troja zu verlassen, werden aber nach Reden von Odysseus und Nestor umgestimmt. Aufzählung aller griechischen Schiffsmannschaften und trojanischen Völker. Ausbruch der Trojaner aus Ilios. 3. Buch: Mauerschau und Einführung der griechischen Helden durch Helena und Priamos. Zweikampf zwischen Menelaos und Paris, aus dem letzterer gerettet wird. 4. Buch: Eidbruch durch die Trojaner aufgrund eines Angriffes auf Menelaos. Zunächst unentschiedene Schlacht. 5. Buch: Aristie (Folge von Siegen) des Diomedes, die unter anderem zum Entrücken von Aineias und zur Verwundung von Göttern führt. 6. Buch: Hektor bittet Athene in Troja vergeblich, Diomedes abzuwehren, und begegnet dort ein letztes Mal seiner Familie. 7. Buch: Zweikampf zwischen Hektor und Aias, der mit leichten Vorteilen für letzteren abgebrochen wird. Beratungen der Achaier und Trojaner am Abend. |
| Tag 23           | 7, 381–432         | 52         | Bestattung der Toten. Waffenruhe. |
| Tag 24           | 7, 433–482         | 33         | Bau einer Mauer und eines Grabens um das Lager der Griechen. Abendliche Feier. |
| Tag 25           | 8, 1–488           | 488        | Zweiter Schlachttag. 8. Buch: Nach anfänglichen Vorstößen der Achaier können die Trojaner mit Zeus’ Hilfe bis über den Graben gelangen. |
| Nacht vor Tag 26 | 8, 489 bis 10, 579 | 1369       | Die Trojaner übernachten vor dem Lager der Griechen, gefolgt von Versammlungen auf beiden Seiten. 9. Buch: Auf griechischer Seite wird eine Gesandtschaft mit Geschenken zu Achilleus initiiert, um dessen Zorn zu besänftigen. Nach Reden von Odysseus, Phoinix und Aias lehnt dieser einen Friedensvertrag ab. 10. Buch: Aus dem Schlaf gerissen entsendet Agamemnon Diomedes und Odysseus als Späher ins trojanische Lager. Diese begegnen einem Späher der Trojaner, Dolon, erpressen von ihm Informationen und töten ihn anschließend. Im Lager der Trojaner töten sie den thrakischen König Rhesos und rauben zwei ihrer Pferde, auf denen sie dann zurückreiten. |
| Tag 26           | 11, 1 bis 18, 242  | 5294       | Dritter Schlachttag. 11. Buch: Aristien Agamemnons und Hektors. Verwundung mehrerer Griechenfürsten. 12. Buch: Erster trojanischer Angriff auf die griechische Mauer durch vor allem Asios, Sarpedon und Hektor. 13. Buch: Poseidon unterstützt kurz die Griechen besonders, nachdem Hektor einen seiner Großsöhne getötet hatte. Aristien des Idomeneus und Menelaos. 14. Buch: Hera lenkt Zeus mit einem erotisierenden Gürtel ab und lässt ihn nach dem Liebesakt durch Hypnos einschlafen. Poseidon kann nun die Achaier besser unterstützen, die die Trojaner erneut Richtung Stadt drängen können. 15. Buch: Zeus erwacht wütend und ruft Poseidon aus dem Kampfgeschehen. Apollon unterstützt Hektor, der nun bis zu den Schiffen vordringen kann. 16. Buch: Patroklos bittet Achilleus um Erlaubnis, mit den Myrmidonen seinen griechischen Freunden zu helfen. Dieser gewährt ihm, die Trojaner abzuwehren und gibt ihm dafür seine Rüstung und Pferde. Patroklos nutzt diese, drängt aber weiter und kann den Lykierkönig Sarpedon töten. Nachdem Patroklos viermal Troja einzunehmen versucht, wird er von Apollon zurückgedrängt, der ihn schließlich mit Euphorbos und Hektor töten kann. 17. Buch: Kampf um Patroklos’ Rüstung, Leichnam und Gespann. Die Rüstung erbeutet Hektor, der Leichnam wird von Menelaos und Meriones geschützt. 18. Buch: Antilochos erzählt Achilleus vom Tod seines Freundes Patroklos. Daraufhin wünscht er sich von seiner Mutter Thetis neue Waffen und vertreibt die Trojaner allein durch sein Auftreten und sein Gebrüll. |
| Nacht vor Tag 27 | 18, 243–617        | 375        | Polydamas rät den Trojanern in einer Versammlung zum Rückzug hinter die sicheren Stadtmauern. Hektor kann sich aber mit seinem Wunsch nach Entscheidung der Schlacht durchsetzen. Auf griechischer Seite trauert man um den toten Patroklos. Thetis gelangt zu Hephaistos, der einen neuen Schild, sowie Panzer, Helm und Beinschienen für Achilleus herstellt. |
| Tag 27           | 19, 1 bis 23, 58   | 2111       | Vierter Schlachttag. 19. Buch: Übergabe der Waffen von Thetis an Achilleus, der sich daraufhin in einer Heeresversammlung mit Agamemnon versöhnt. Achilleus will sofort angreifen, das Heer soll aber erst frühstücken. Nach erneuten Klagen über Patroklos’ Tod rüstet man sich zum Gefecht. 20. Buch: Aineias attackiert Achilleus, wird aus der drohenden Niederlage aber von Poseidon gerettet. Aristie des Achilleus. Hektor greift trotz Verbotes von Apollon Achilleus an. 21. Buch: Achilleus entehrt den Fluss Skamandros, woraufhin dieser mit dem Simoeis ihn angreift. Erst Hephaistos kann den Verzweifelten retten. Im Anschluss findet eine Götterschlacht mit Vorteilen für die griechenfreundlichen Götter statt. Nach dem Rückzug der anderen Götter bleibt Apollon zurück und lenkt Achilleus ab, sodass die Trojaner in die Stadt flüchten können. 22. Buch: Apollon gibt sich Achilleus zu erkennen, während Hektor sich dafür entscheidet, gegen Achilleus zu kämpfen, flüchtet aber dann doch zunächst vor ihm. Als er gestellt wird, beraten die Götter über den Ausgang des Duells. Die Schicksalswaage wendet sich gegen Hektor, woraufhin Apollon ihn verlässt und Athene im Anschluss täuscht. Achilleus tötet schließlich Hektor und schleift dessen Leichnam hinter dem Wagen her. Klagen der Trojaner um Hektor. 23. Buch: Vorbereitungen für Patroklos’ Bestattung. |
| Nacht vor Tag 28 | 23, 59–108         | 50         | Patroklos Psyche weissagt Achilleus’ nahen Tod, bittet um ein gemeinsames Grab und eine baldige Bestattung. |
| Tag 28           | 23, 110–216        | 107        | Bestattung von Patroklos’ Leichnam. |
| Nacht vor Tag 29 | 23, 217–225        | 9          | Achilleus spendet Patroklos Wein und klagt um ihn. |
| Tag 29           | 23, 226–897        | 672        | Wettkämpfe zur Ehrung des Toten: Wagenrennen mit Streit um die Platzierungen, Boxen, Ringen, Laufen, Speerstechen, Bogenschießen und Speerwerfen. |
| Nacht vor Tag 30 | 24, 1–30           | 30         | 24. Buch: Achilleus kann nicht schlafen, trauert um Patroklos’ Leichnam und schleift erneut Hektors Leiche. |
| Tage 29–40       | (24, 31)           | (1)        | Achilleus schleift Hektors Leiche insgesamt zwölf Tage. |
| Tag 40           | 24, 31–158         | 128        | Beratung der Götter über die Entwendung oder Rückgabe von Hektors Leichnam. Achilleus soll schließlich um letzteres gebeten werden, woraufhin Zeus Iris zu Thetis entsendet, die ihrem Sohn den Auftrag des Zeus präsentiert. Achilleus akzeptiert dies. |
| Nacht vor Tag 41 | 24, 159–694        | 536        | Iris fordert Priamos auf, Achilleus mit Geschenken zur Übergabe von Hektors Leichnam zu bitten. Er macht sich reisefertig und wird von Hermes in Gestalt eines Myrmidonen zu Achilleus’ Zelt geführt. In gemeinsamen Gesprächen lernen sich die beiden Personen kennen und schätzen. Achilleus gewährt schließlich Priamos die Rückgabe der Leiche. In der Nacht wird Priamos von Hermes geweckt, damit er schnell wieder nach Ilios zurückkehren kann. Dies tut Priamos dann auch. |
| Tage 41–49       | 24, 695–784        | 90         | Klagen um Hektor durch Andromache, Hekabe und Helena. Beschaffung von Holz für Hektors Bestattung. |
| Tag 50           | 24, 785–787        | 3          | Entzünden von Hektors Scheiterhaufen. |
| Tag 51           | 24, 788–804        | 17         | Bestattung von Hektors Gebeinen. |

## 1. bis 4. Buch

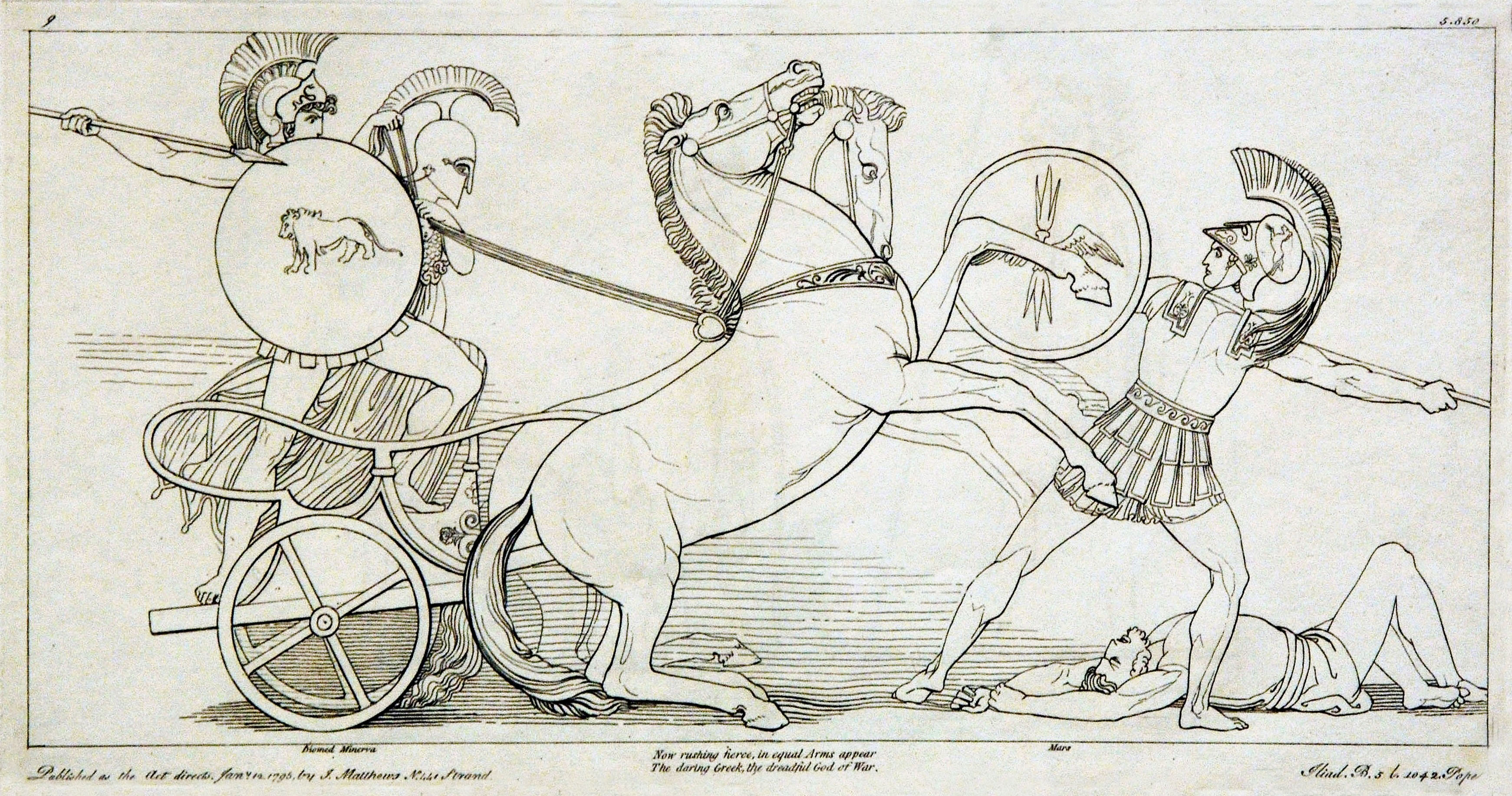
Diomedes greift auf diesem Kupferstich von 1795 von Tommaso Pirolio zusammen mit Athene Ares an. Der nach einer Zeichnung von 1793 von John Flaxman entstandene Kupferstich befindet sich in Privatbesitz.

1. Buch

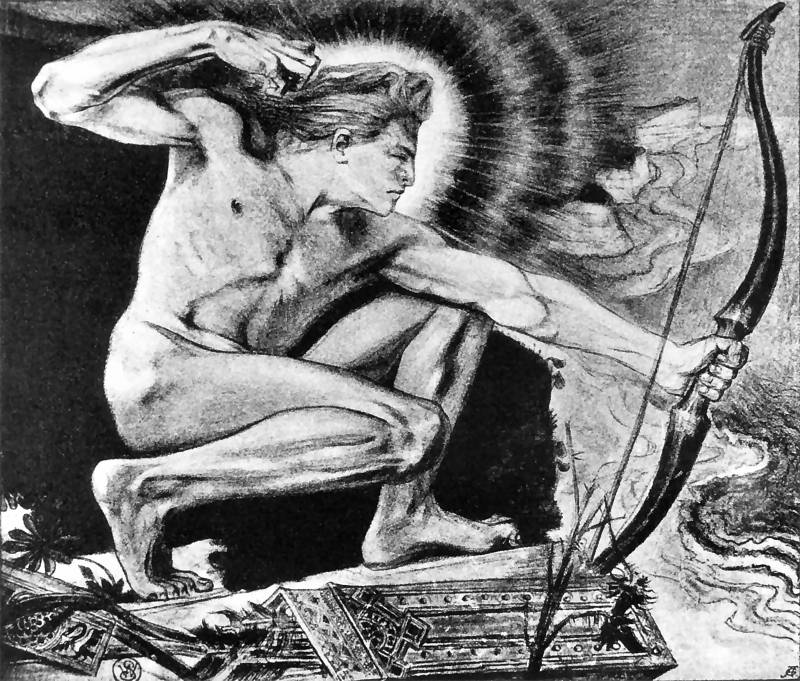
Apollon sendet mit seinen Pfeilen eine Seuche in das Lager der Griechen. Die Bleistiftzeichnung, die circa 1897 von Stanisław Wyspiański hergestellt wurde, befindet sich im Nationalmuseum Warschau.

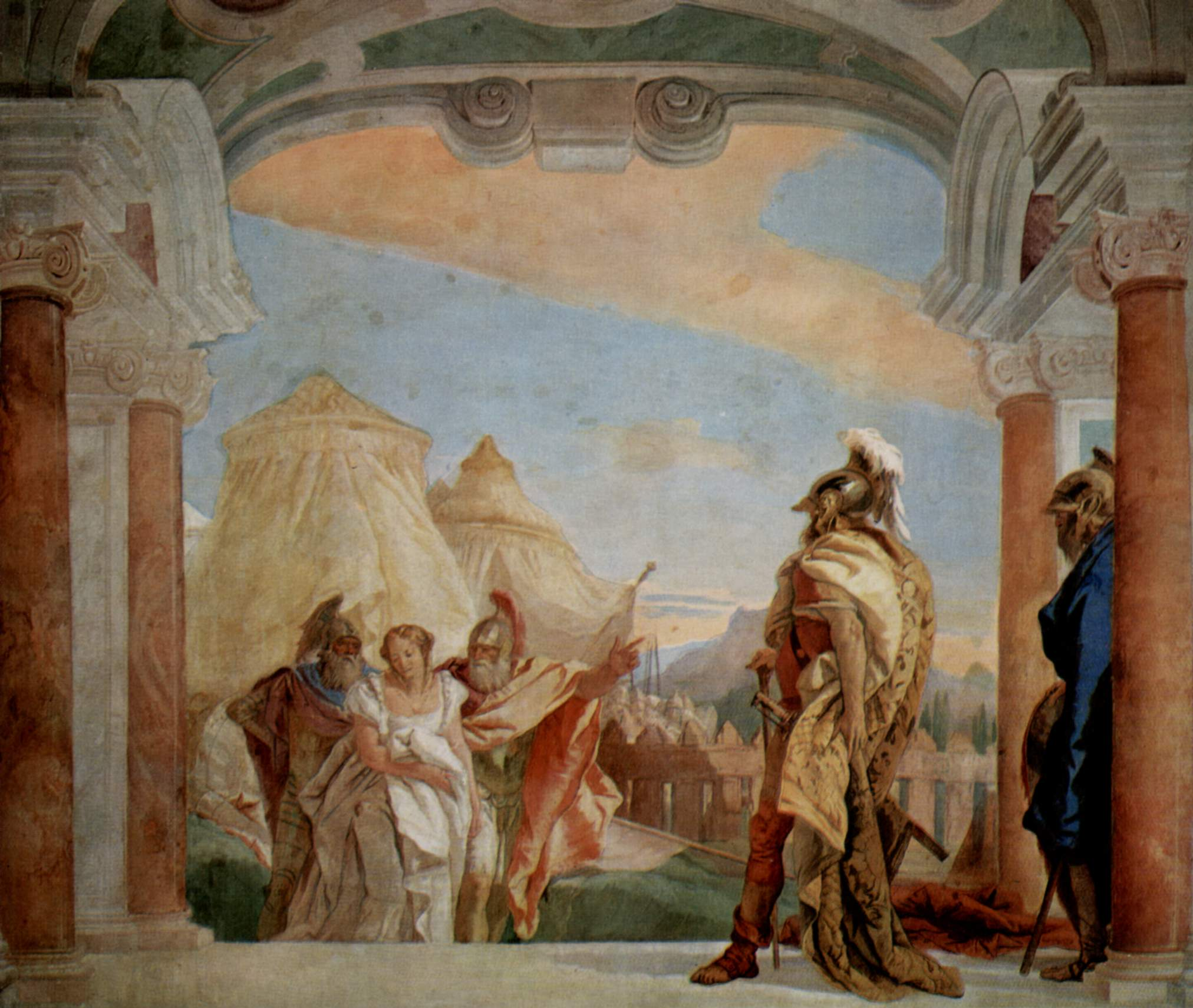
Die Boten Talthybios und Epeios führen Achilleus’ Mädchen Briseïs zu Agamemnon. Das Fresko des Jahres 1757 von Giovanni Battista Tiepolo befindet sich in der Villa Valmarana ai Nani in Vicenza.

Weil Agamemnon den Apollonpriester Chryses vor dem versammelten Heer entehrt und verjagt, zürnt ihm Apollon und schickt eine Seuche ins Lager. Um diese zu beenden, beruft nicht etwa der Heeresführer Agamemnon eine Versammlung ein, sondern Achilleus. Letzterer weiß zwar, dass Apollon der Verursacher der Seuche ist, kann sich aber nicht mehr an die Ursache erinnern. Er verspricht dem Seher Kalchas seine Unterstützung, falls der Erzürner Apollons, selbst wenn es Agamemnon wäre, sich gegen ihn nach der Identifizierung wenden würde. Agamemnon gibt nach Kalchas’ Bekanntgabe, dass er schuldig sei, der Gemeinschaft unter dem Wortführer Achilleus nach, verlangt aber einen Ausgleich für das Mädchen Chryseis, das er abgeben wird, und erwähnt als möglichen unfreiwilligen Spender neben dem großen Aias und Odysseus auch Achilleus. Athene unterbindet den aufkommenden Zweikampf, da Agamemnon nun Achilleus’ Mädchen Briseïs sich wählen möchte, und verspricht Achilleus einen späteren Ausgleich. Auch Nestor kann nicht mehr schlichten. Briseïs wird dann fortgeführt, woraufhin Achilleus seine Mutter Thetis darum bittet, dass sich Zeus gegen die Achaier wenden solle. Um Apollon und seinen Priester zu besänftigen, wird Odysseus mit einem Schiff nach Chryse entsandt und gibt Chryses seine Tochter inklusive Geschenke zurück.
Im Anschluss daran wechselt die Szenerie auf den Olymp, wo Thetis den Wunsch ihres Sohnes erfüllt und Zeus sich zunächst solange gegen die Achaier wendet, bis Achilleus wieder geehrt wird. Hera – Zeus’ Gattin und den Achaiern gewogen – sieht ihren Plan zur Zerstörung von Ilios gefährdet und beginnt einen Streit mit Zeus, der erst durch das Lachen über Hephaistos’ Hinken überwunden wird.

2. Buch
Zeus sendet Agamemnon einen Traum, dass er jetzt die Troer besiegen werde. Agamemnon ruft daraufhin den Rat ein, schlägt in ihm aber vor, das Heer auf die Probe zu stellen. Die Fürsten sollen die Menge dann wieder beruhigen. In der Heeresversammlung spricht sich der Anführer der Achaier trotz zahlenmäßiger Überlegung für die Heimfahrt aus, was vom Publikum freudig aufgenommen wird; die Fürsten hindern die Armee zunächst nicht am Rückzug. Erst Odysseus – der von Athene (und Hera) dazu angetrieben wird – redet zum Volk und tadelt es merkwürdigerweise dafür, Agamemnons Befehle zu missachten, obwohl es diese Befehle doch befolgt. Nach ihm spricht der Nichtadlige Thersites, kritisiert Agamemnon, dass er in Ilios verharren wolle (obwohl dieser gerade die Heimfahrt empfohlen hatte), und ruft als Zweiter zu einer Meuterei auf. Dann wird er von Odysseus geschlagen, woraufhin Letzterer erneut die Achaier dafür tadelt, zu meutern und damit gegen Agamemnons Plan zu agieren (obwohl ja auch dieser zur Meuterei gerufen hatte). Das Heer wendet sich vom Rückzug ab. Im Anschluss daran hält Nestor eine Rede, in der auch er den Rückzug der Achaier tadelt (obwohl diese ihn ja gerade aufgegeben hatten), und wird dafür von Agamemnon gelobt. Im Anschluss daran wird vor dem Auszug des Heeres geopfert und gefrühstückt. In einem umfangreichen Schiffskatalog werden die Kontingente der Achaier aufgezählt. Nachdem die Troer von der Göttin Iris in der Gestalt eines Spähers dazu aufgefordert wurden (dass Achilleus und seine Gefährten beim erneuten Angriff fehlen, hätte der Späher wohl nur schwer sehen können, aber nicht einmal die Göttin erwähnt dies), verlassen sie die sichere Stadtmauer und werden dabei vorgestellt.
3. Buch

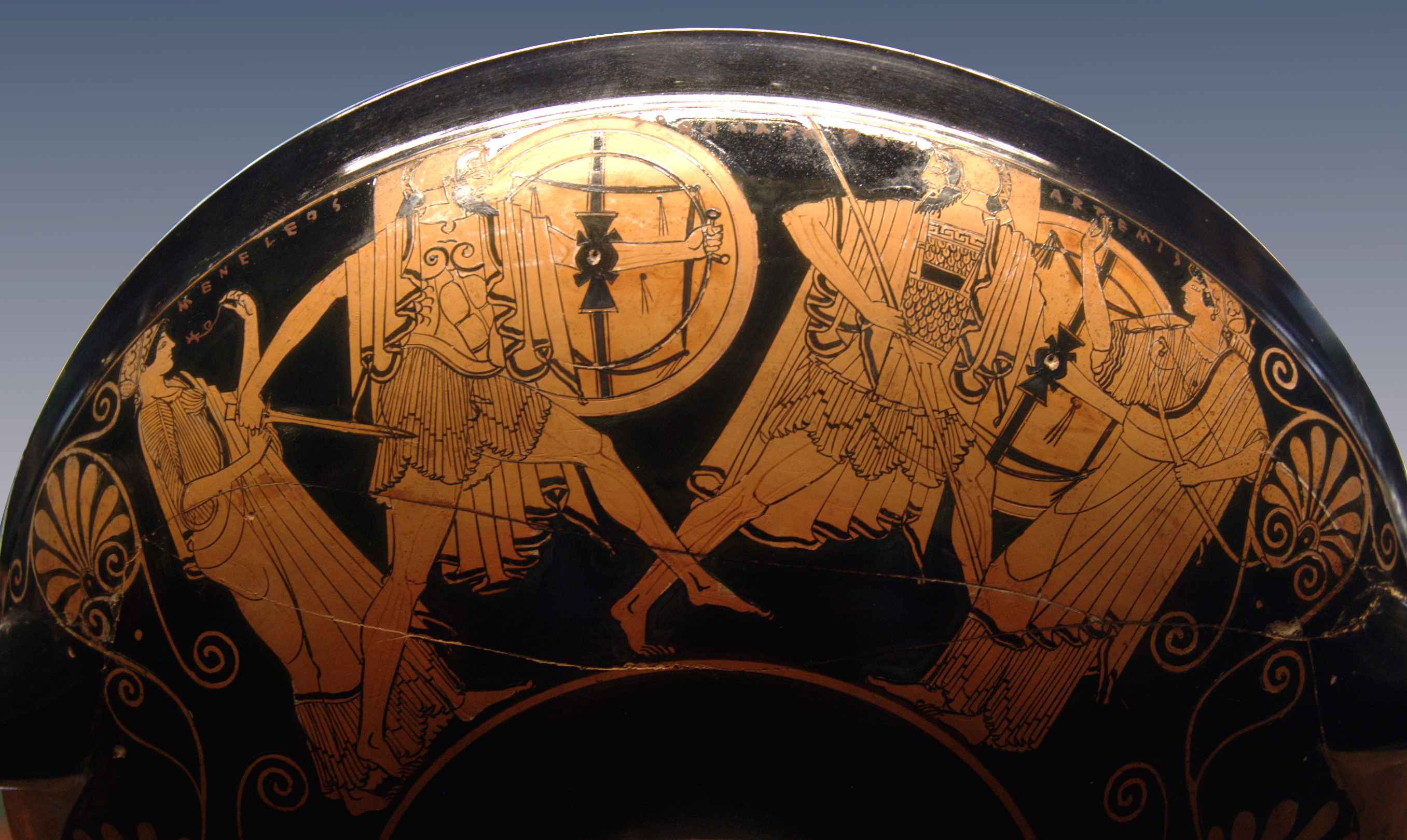
Auf dieser attischen, rotfigurigen Kylix sind in der Mitte Menelaos (links) und Paris, die von Aphrodite (links) und Artemis flankiert werden, beim Zweikampf dargestellt. Das Gefäß, das vom Töpfer Kalliades und vom Maler Duris zwischen den Jahren 490 bis 480 vor unserer Zeitrechnung hergestellt wurde, befindet sich jetzt im Louvre in Paris.

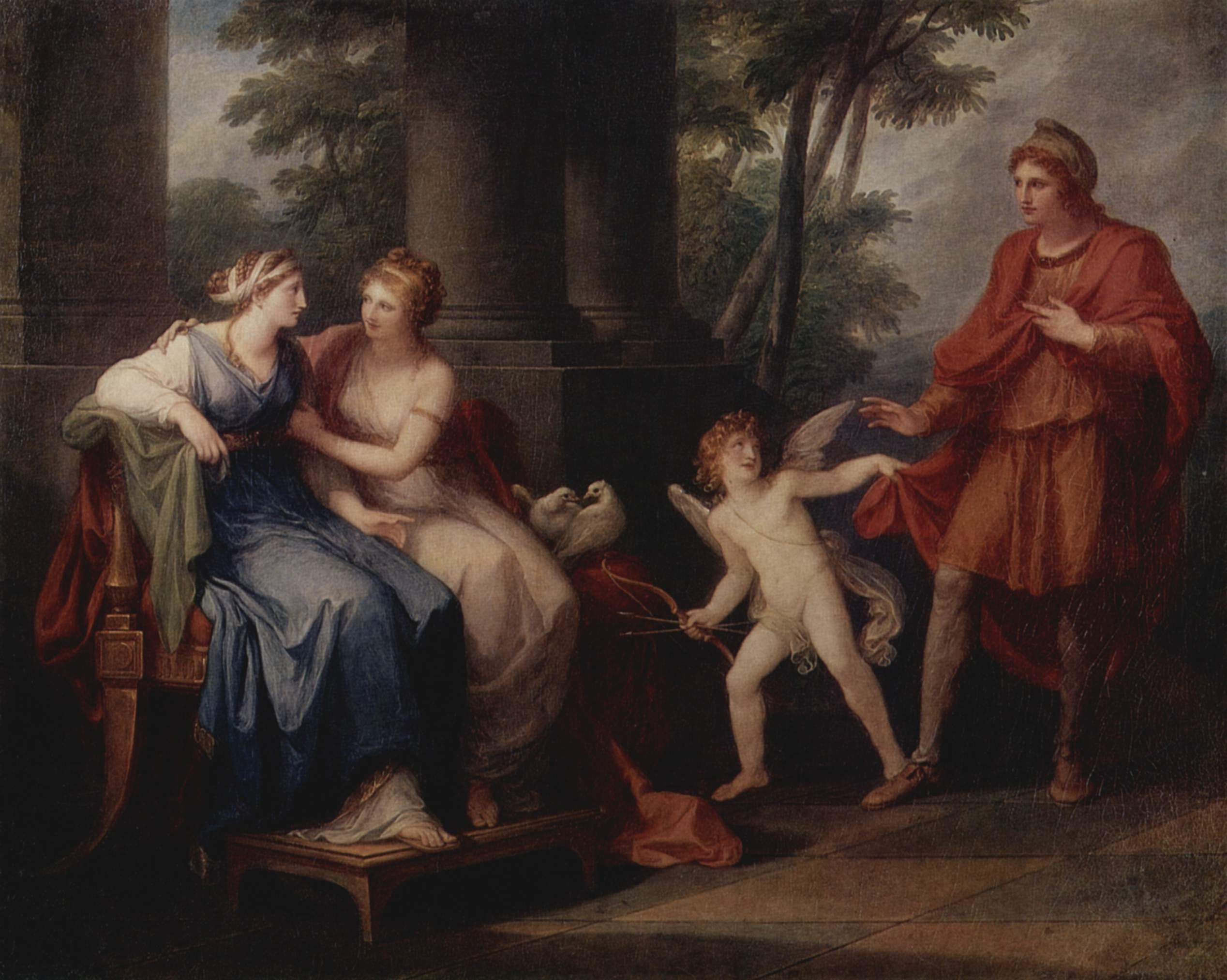
Auf diesem Ölbild von Angelika Kauffmann überredet Aphrodite Helena, sich zu Paris (rechts) zu begeben, um mit ihm zu schlafen. Das Bild ist 1790 entstanden und befindet sich in der Eremitage in Sankt Petersburg.

Beim Ansturm der Achaier begegnen sich Menelaos und Paris, woraufhin Letzterer zurückweicht und von seinem Bruder Hektor dafür getadelt wird. Aufgrund dessen möchte Paris nun den Krieg durch einen Zweikampf mit Menelaos vorzeitig beenden. Die Achaier stimmen nach der Verkündung durch Hektor diesem zu, bitten aber um Priamos’ Anwesenheit für die dem Zweikampf vorhergehenden Opferungen. Zwischendurch erfährt Helena durch Iris von dem Zweikampf und steigt für eine bessere Aussicht auf das Skäische Tor, wo sie Priamos findet und ihm die wichtigsten griechischen Helden vorstellt (Teichoskopie). Nach der Ankunft von Priamos auf dem Schlachtfeld werden der Nichtangriffspakt vereidigt und Bedingungen für den Zweikampf so festgelegt, dass der überlebende Sieger Helena samt Beute erhält. Nach der Vorbereitung des Platzes, dem Opfer und der Rüstung zeigt sich im Kampf deutlich ein Übergewicht bei Menelaos, woraufhin Paris von Aphrodite nach Ilios entrückt wird. Zu gleicher Zeit zitiert sie in Gestalt einer Dienerin Helena vom Turm ins Schlafgemach, wo sie mit ihm zu Bett geht. Auf dem Schlachtfeld wird Paris vermisst und Menelaos von seinem Bruder Agamemnon zum Sieger erklärt.
4. Buch

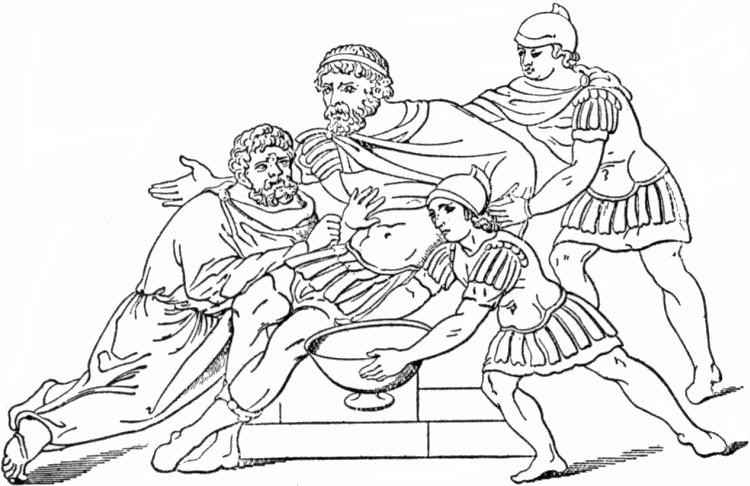
Machaon verarztet auf dieser Zeichnung für das Wellcome’s Medical Diary den verwundeten Menelaos.

Auf dem Olymp beschließen die Götter den Eid brechen zu lassen und Ilios zu zerstören. Zeus bewilligt dies und schickt seine Tochter Athene in Gestalt des Laodokos zu Pandaros, der dazu motiviert wird, auf Menelaos zu schießen. Athene beschützt diesen vor größeren Verletzungen – die kleineren werden vom Arzt Machaon versorgt. Erneut wird zum Kampf gerüstet, wobei Agamemnon die Tüchtigen lobt und die Zögernden tadelt und sich vor allem an die Fürsten wendet. Es kommt zum ersten Aufeinandertreffen der beiden Heere, welches zunächst die Achaier für sich unter beidseitigen großen Verlusten trotz des Fehlens von Achilleus und seinen Mitstreitern, den Myrmidonen, entscheiden können.

## 5. bis 8. Buch
5. Buch
Durch Athene gestärkt tötet Diomedes mehrere Troer, darunter zwei Söhne des Priamos, wird allerdings selbst von Pandaros durch einen Pfeil getroffen. Aineias motiviert Pandaros zu einem zweiten Vorstoß gegen Diomedes und gibt ihm dafür seine berühmten Pferde. Pandaros wird von Diomedes getötet, Aineias schwer verletzt. Diomedes’ Wagenlenker Sthenelos erbeutet die Pferde, während Aineias’ Mutter Aphrodite versucht, ihren Sohn vor dem anstürmenden Diomedes zu retten. Letzterer kann aufgrund von Athenes Hilfe die Göttin erkennen und verwundet sie schwer an der Hand. Diese flüchtet mit Ares’ Wagen in den Olymp und wird von ihrer Mutter Dione getröstet und geheilt. Aineias wird von Apollon nach Pergamon entrückt, dort geheilt und später wieder aufs Schlachtfeld zurückgebracht. Währenddessen treibt Ares die Söhne des Priamos und Sarpedon den Hektor an. Auch auf griechischer Seite motiviert man einander und hat zunächst Erfolg. Hektor und Ares gelingt es jedoch, Diomedes zurückzudrängen. Nach einigem Hin und Her greifen dann die Göttinnen Hera und Athene persönlich ein und helfen verborgen den Griechen. Erneut unterstützt dabei Athene Diomedes und treibt ihn gegen Ares an, sodass er diesen sogar schmerzlich verletzen kann. Letzterer beschwert sich bei seinem Vater Zeus, findet zwar nicht dessen Gehör, wird aber dennoch geheilt. Athene und Hera kehren zum Olymp zurück.
6. Buch

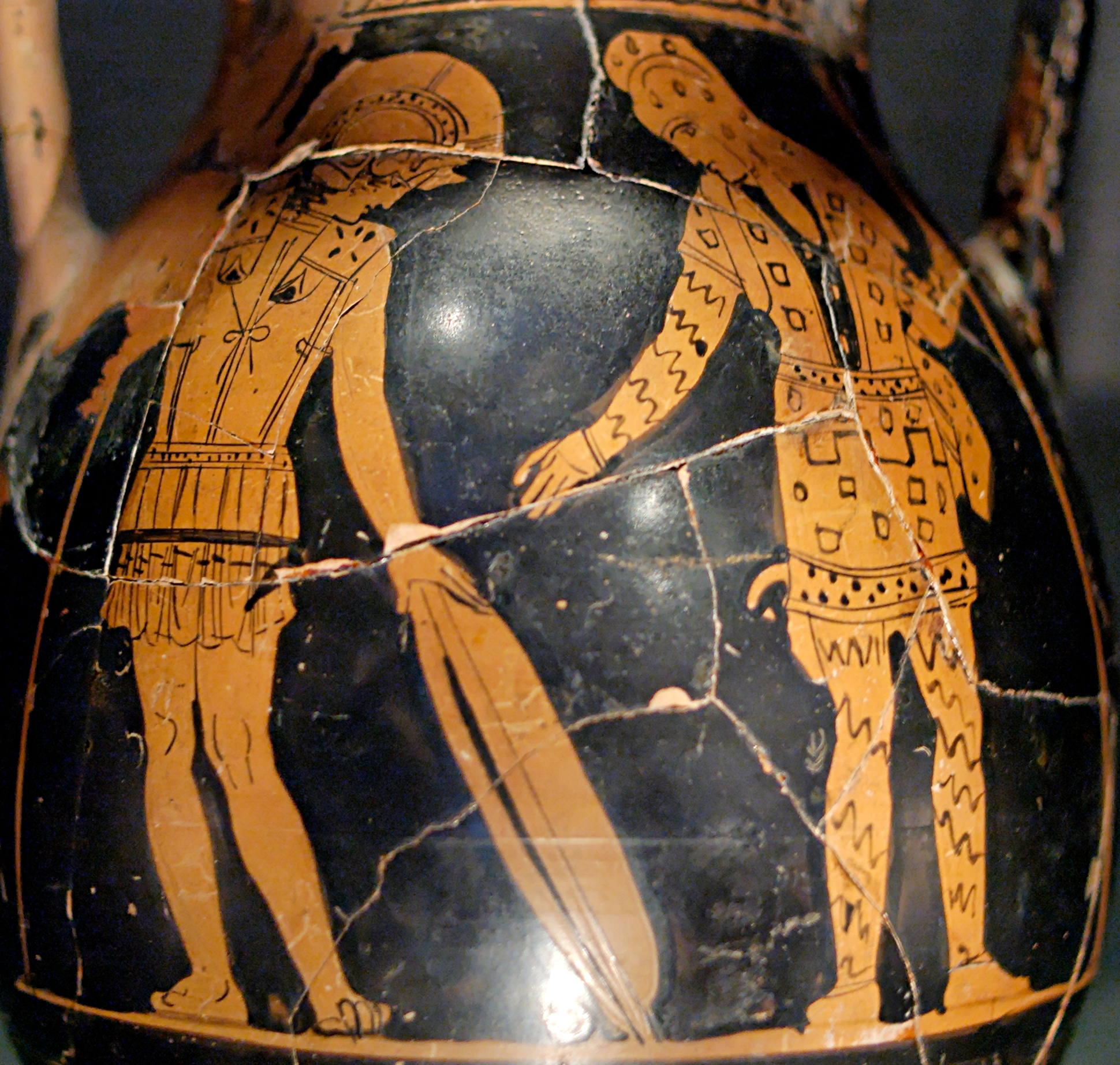
Diese attische, rotfigurige Pelike, die vom so genannten Hasselmann-Maler um 420 vor unserer Zeitrechnung gefertigt wurde, zeigt Diomedes (links) und Glaukos während sie einander die Waffen austauschen. Es befindet sich zurzeit im Archäologischen Museum von Gela.

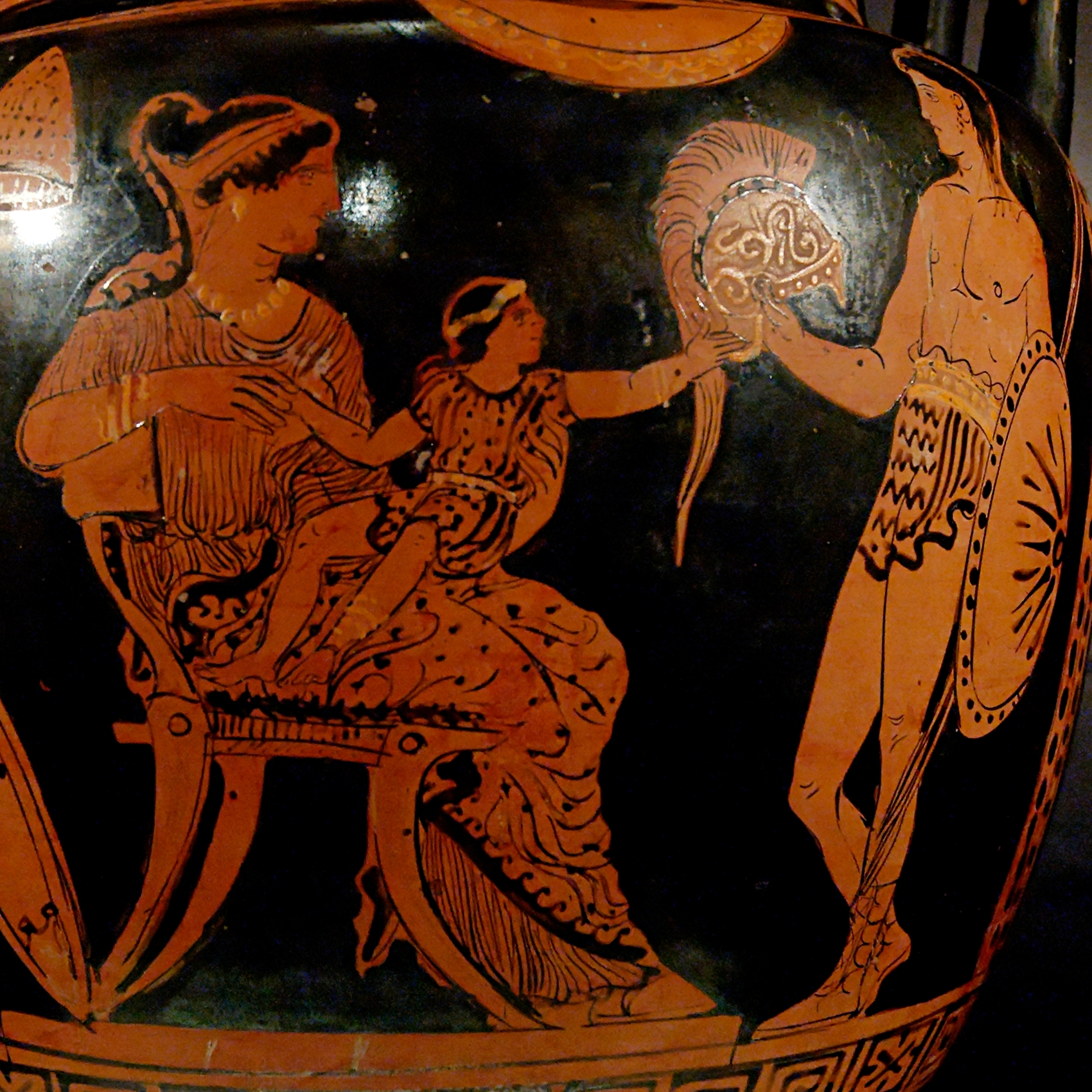
Hektors Abschied von seiner Frau Andromache und dem gemeinsamen Sohn Astyanax vor seinem letzten Kampf. Der apulische, rotfigurige Krater aus den Jahren 370 bis 360 vor unserer Zeitrechnung befindet sich im Archäologischen Nationalmuseum von Ruvo di Puglia.

Trotz des Fehlens der beiden Göttinnen können sich die Achaier einen solchen Vorteil verschaffen, dass die Troer beginnen, Richtung Stadt zu flüchten. Hektors Bruder Helenos rät selbigen sowie Aineias, die Troer davon abzuhalten. Hektor und einige troische Frauen sollen die Stadtgöttin Athene bitten, Diomedes von der Stadt fernzuhalten. Nachdem Hektor in die Stadt aufgebrochen ist, begegnen sich Glaukos und Diomedes in der Schlacht, stellen fest, dass ihre Großväter Freunde gewesen sind und tauschen einander die Rüstung. Währenddessen begegnet Hektor seiner Mutter Hekabe, die die Opferung des schönsten Peplos' und eines Rindes an Athene veranlasst, Helena und Paris, den er für sein Entweichen vom Zweikampf mit Menelaos tadelt und zum erneuten Kampf motiviert, und seiner Frau Andromache mit ihrem gemeinsamen Sohn Astyanax. Zusammen mit Paris wendet sich Hektor wieder zur Schlacht.
7. Buch

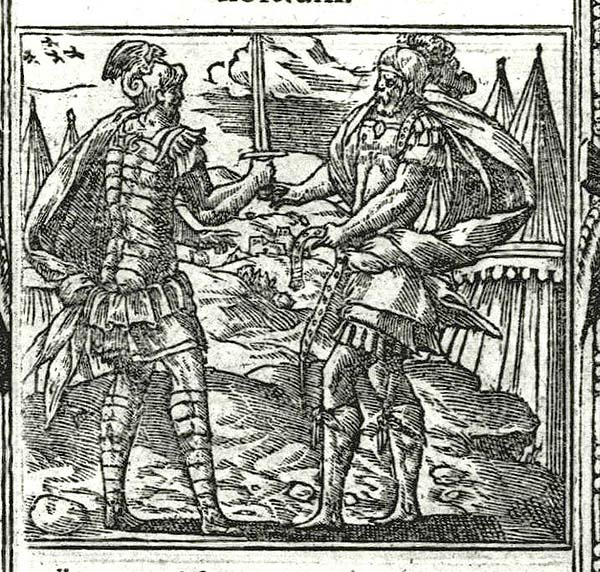
Der große Aias und Hektor tauschen auf diesem Bild von Andrea Alciato nach einem unentschiedenen Zweikampf die Waffen. Es ist 1591 in Leiden entstanden und befindet sich jetzt in der Königlichen Bibliothek der Niederlande in Den Haag.

Nachdem die Brüder wieder aufs Schlachtfeld gekommen sind, beschließen Athene und Apollon, den Schlachttag durch einen Zweikampf enden zu lassen. Hektor fordert dazu die Achaier auf, einen aus ihrer Mitte ihm gegenüberzustellen. Aus Furcht vor Hektor zögern die Achaier zunächst – nur Menelaos will antreten, wird aber von Agamemnon aus Furcht vor der wahrscheinlichen Niederlage seines Bruders abgehalten. Nach einer tadelnden Rede durch Nestor stellen sich neun Kämpfer dem Los, das auf den großen Aias zeigt. Dieser kann sich gegen Hektor behaupten und wirft ihn sogar zu Boden. Apollon kommt Hektor zu Hilfe, doch wird der Kampf danach von den Herolden beider Parteien unterbrochen und die Kontrahenten beschenken einander. Beim abendlichen Essen schlägt Nestor vor, eine Mauer mit Graben um die Schiffe zu bauen. Auf anderer Seite schlägt Antenor vor, Helena samt Raubgut zurückzugeben. Paris lehnt strikt die Rückgabe seiner Frau ab, möchte den Achaiern das Raubgut aber zurückgeben. Die Achaier lehnen das Angebot am nächsten Tag ab, stimmen aber dem Gesuch von Priamos zu, eine Waffenruhe zur Bestattung der Toten einzulegen. Während dies getan wird, bauen die Achaier eine Mauer mit Türmen und Toren und einen Graben um die Schiffe. Poseidon beschwert sich bei seinem Bruder Zeus darüber, dass diese ihm dafür nicht geopfert und eine bedeutendere Mauer als die, die er den Troern gebaut hatte. Zeus gewährt ihm nach der Abfahrt der Achaier diese zu zerstören. Der Tag klingt mit einer Feier und Donner aus.

8. Buch
In einer Götterversammlung verlangt Zeus das alleinige Eingreifen in der Schlacht. In selbiger senkt sich die Schicksalswaage nach ausgeglichenem Kampf zugunsten der Troer, denen Zeus nun hilft. Nestor wird durch Diomedes gerettet, der dessen Pferde tadelt, aber das gerade getötete Pferd nicht erwähnt. Diomedes tötet Hektors Wagenlenker, sodass dieser längerfristig außer Gefecht gesetzt wurde. Den Nachteil aufseiten der Troer hebt Zeus durch gegen Diomedes gerichtete Blitze auf, sodass diese den Graben überqueren können. Der durch Hera motivierte Agamemnon bittet Zeus um Unterstützung, welche dieser gewährt. Die Troer werden unter der Führung von Diomedes zurückgedrängt, wobei Hektors neuer Wagenlenker durch Teukros getötet wird. Nach einer Stärkung der Troer durch Zeus gelingt es diesen, sie erneut über den Graben zu treiben. Zeus hindert Hera und Athene daran, den Achaiern zu helfen, verspottet beide und kündigt eine noch größere Niederlage am nächsten Tag an. In einer nächtlichen Versammlung schlägt Hektor vor, sich in die Stadt zurückzuziehen und am nächsten Morgen die Schiffe der Achaier anzugreifen.

## 9. bis 12. Buch
9. Buch

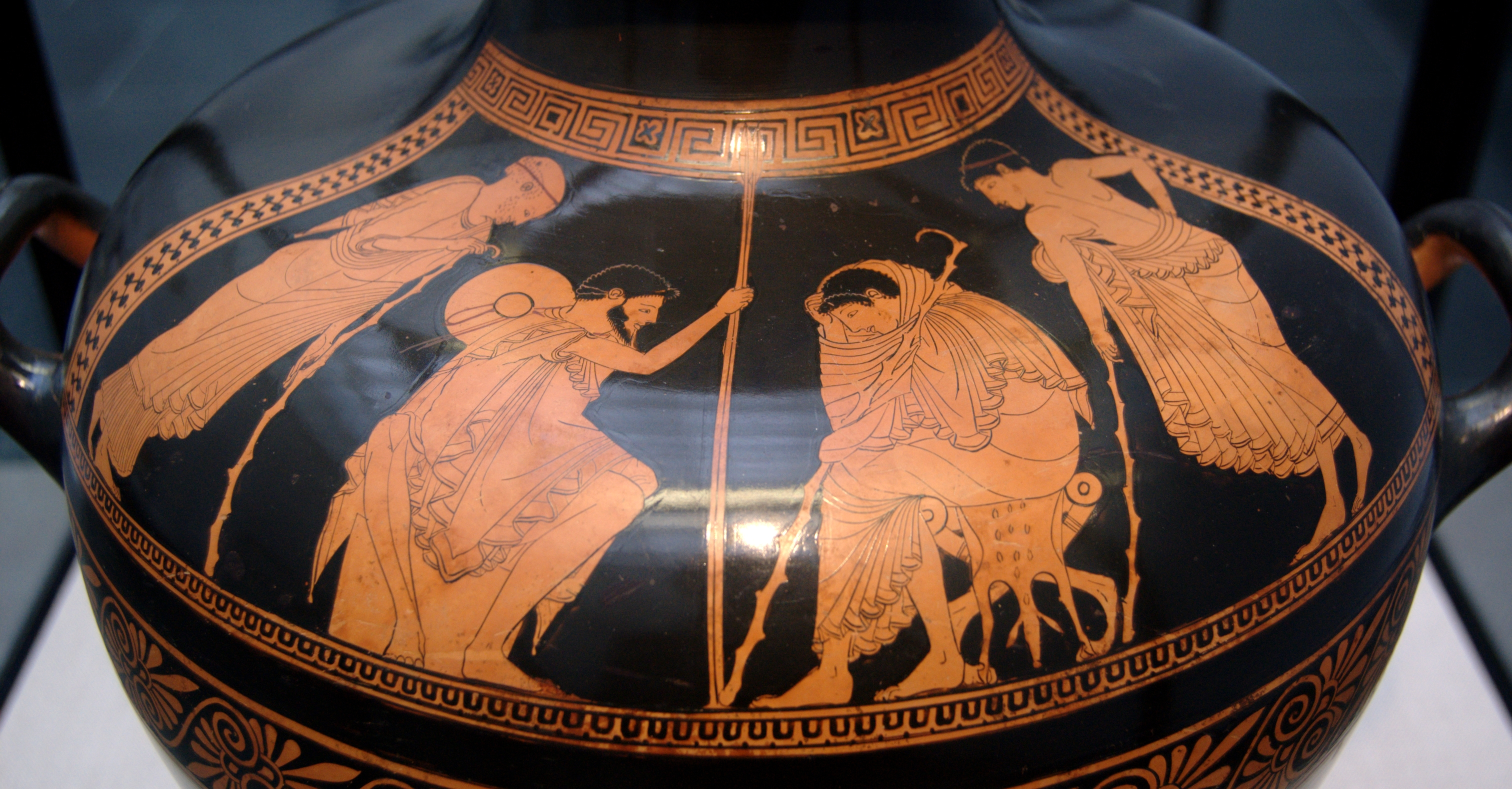
Darstellung der Gesandtschaft, von links nach rechts: Phoinix, Odysseus, Achilleus und Patroklos. Die attische, rotfigurige Hydria, die um 480 vor unserer Zeitrechnung vom so genannten Kleophrades-Maler erstellt wurde, befindet sich jetzt in der Staatlichen Antikensammlungen in München.

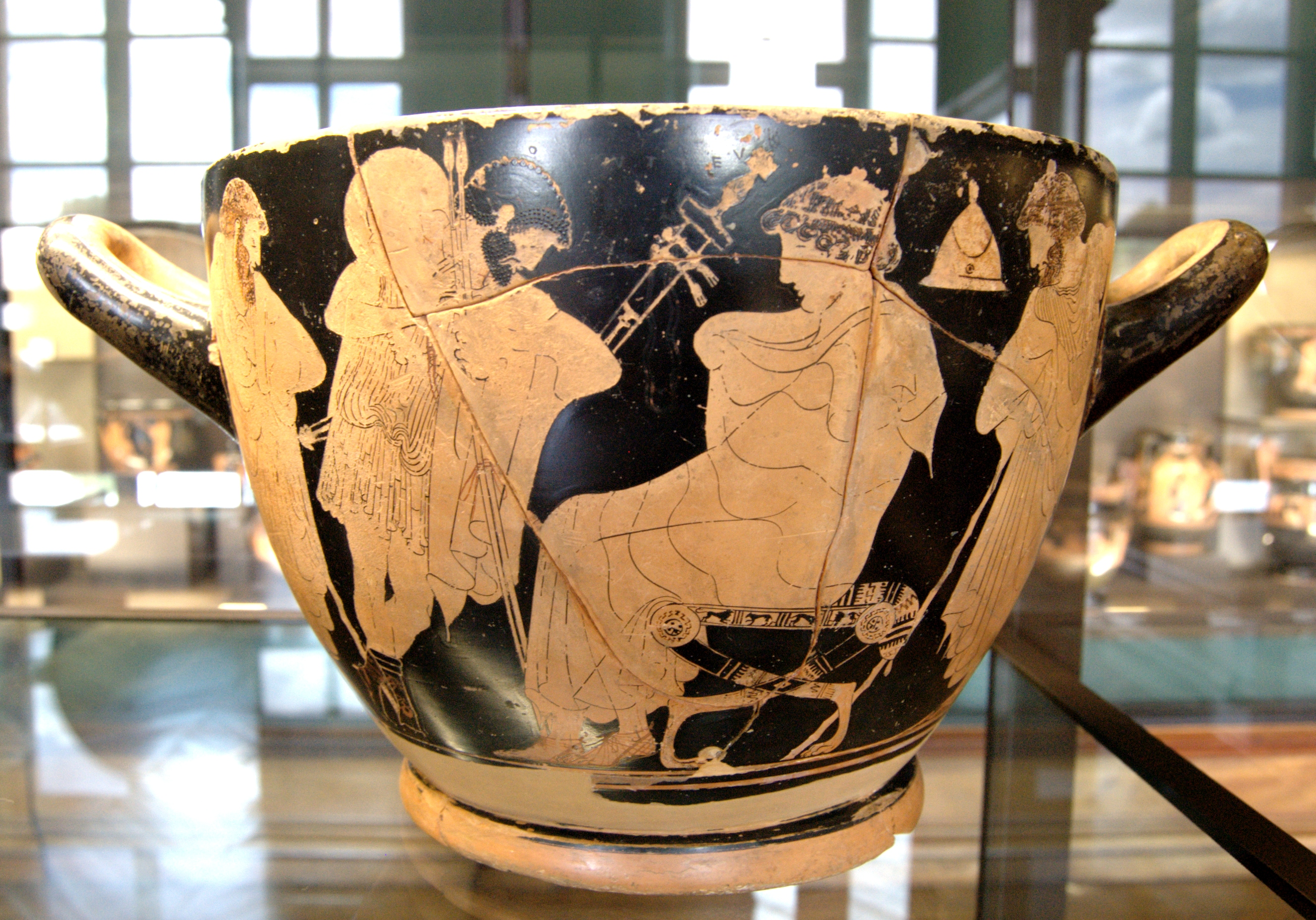
Auch auf diesem attischen, rotfigurigen Skyphos ist die Gesandtschaft zu Achilleus zu sehen. Er wurde circa 480 vor unserer Zeitrechnung vom Töpfer Hieron und Maler Makron hergestellt und befindet sich jetzt im Louvre in Paris.

In einer erneuten Heeresversammlung rät Agamemnon zur Flucht und wird daraufhin von Diomedes und Nestor getadelt, wobei Letzterer die Einberufung eines Ältestenrates vorschlägt. In diesem rät er Agamemnon, sich mit Achilleus zu verbünden. Agamemnon will dies tun und bietet zwar Achilleus unzählige Geschenke an, aber nicht die von Nestor geforderte verbale Entschuldigung, wie dieser feststellt. Als Übermittler der Geschenke werden Odysseus, der große Aias und Phoinix nebst zwei Herolden auserkoren. Die Gesandtschaft findet Achilleus beim Musizieren an und wird freundlich aufgenommen. Als erster spricht Odysseus, skizziert die verzweifelte Lage des Heeres und nennt Agamemnons Wiedergutmachungsgeschenke. Achill lehnt diese schroff ab und betont seinen Zorn auf Agamemnons Aneignungen von Beutegut, speziell von Briseïs. Er droht damit, am nächsten Tag nach Hause fahren zu wollen. Phoinix versucht, ihm dieses auszureden, indem er über seine eigene Vergangenheit (unter anderem mit Achilleus’ Vater) spricht und betont anhand eines mythischen Beispiels, dass Agamemnon Unrecht habe, dieser aber seinen Fehler wiedergutmachen wolle; dies solle Achilleus annehmen. Aber auch das lehnt Achilleus ab und mahnt Phoinix, ihm loyal zu bleiben und mit ihm in die Heimat zurückzufahren. Aias spricht kurz und erzürnt mit Achilleus, dass dieser sich wegen eines Beutemädchens nicht für seine Freunde einsetze. Dem stimmt Achilleus zwar zu, unterliegt aber seinem eigenen Zorn, sich jetzt mit Agamemnon zu versöhnen. Er werde erst in den Kampf eingreifen, wenn Hektor es wagen würde, sein eigenes Schiff anzugreifen. Nach den Gesprächen begeben sich Achilleus und Gefährten ins Bett, die Gesandten melden die Ergebnisse dem Rat, der sich nun von Achilleus distanziert, seine Entscheidung aber akzeptiert und auf eine Rückkehr hofft.
10. Buch

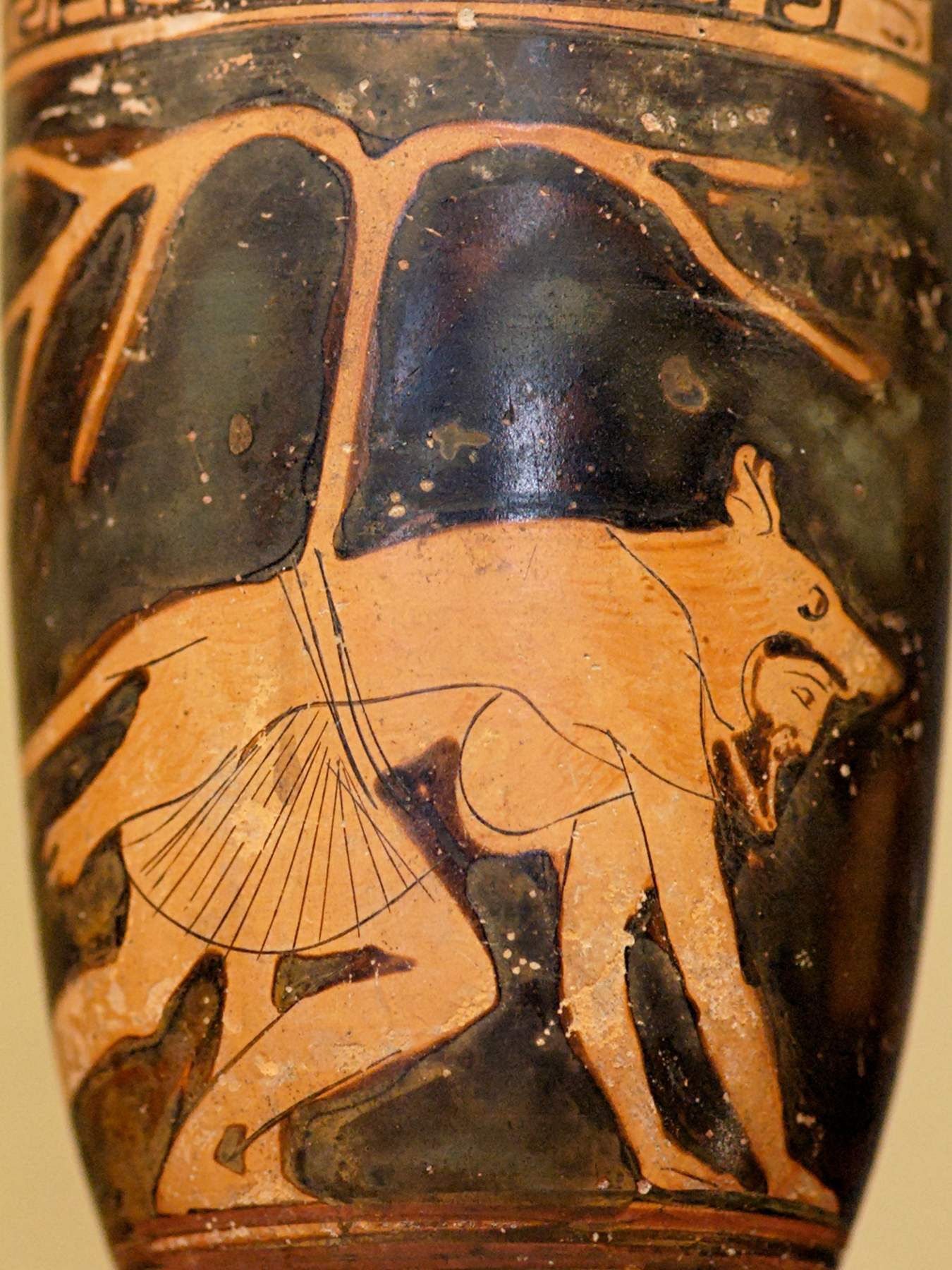
Dieser attische, rotfigurige Lekythos um 460 vor unserer Zeitrechnung, der sich momentan im Louvre in Paris befindet, zeigt Dolon in einem Wolfskostüm.

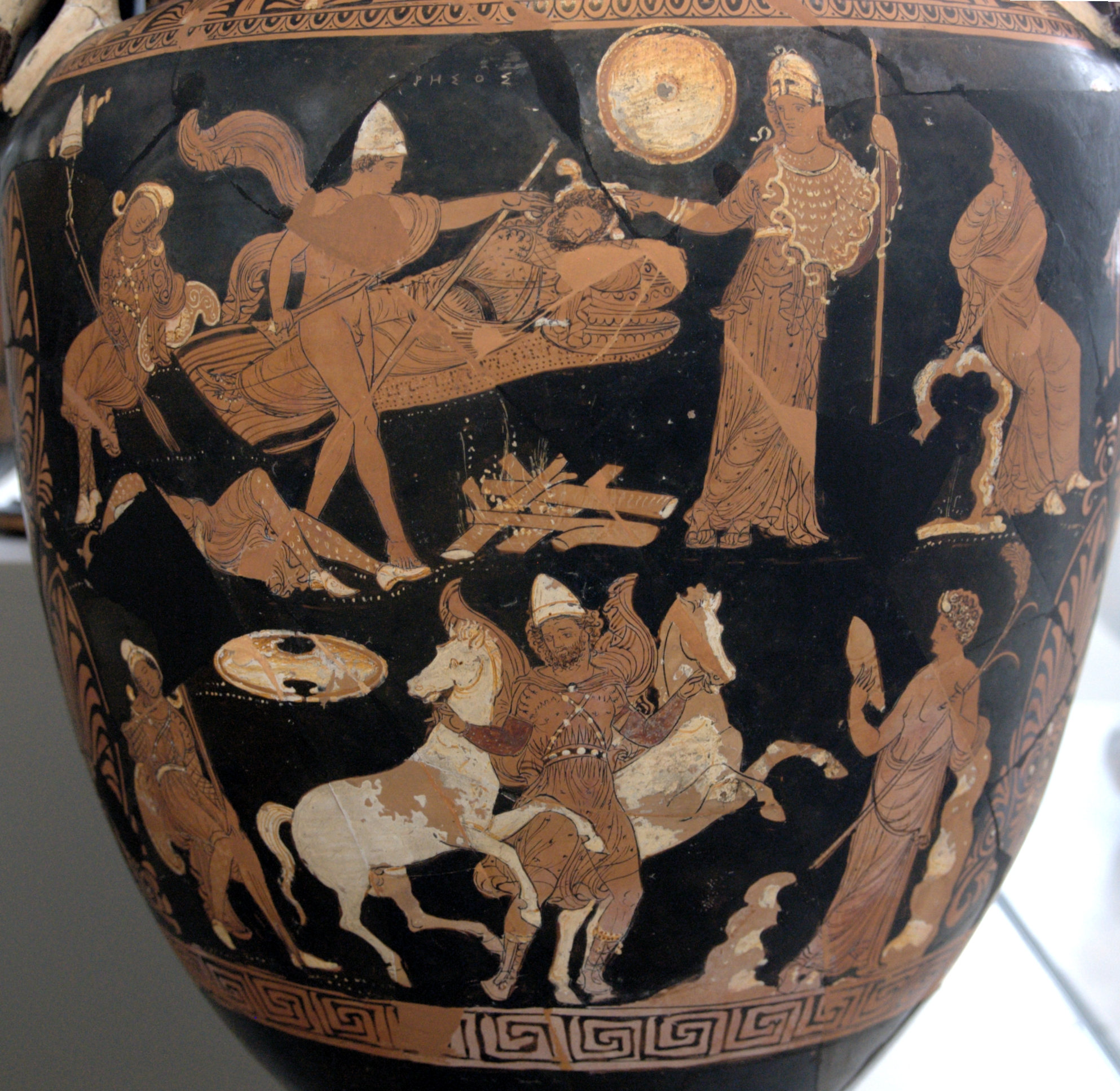
Darstellung der Tötung vom thrakischen König Rhesos durch Odysseus und Diomedes sowie die Entwendung der schnellen Pferde des Königs. Der apulische, rotfigurige Volutenkrater des so genannten Dareios-Malers ist in der Antikensammlung Berlin ausgestellt.

Agamemnon kann nicht schlafen, prüft daraufhin die Wachen und versammelt mit seinem Bruder Menelaos und Nestor den Fürstenrat, in dem beschlossen wird, einen Spähtrupp ins troische Lager zu entsenden. Diomedes wird dafür ausersehen, der sich Odysseus als Begleiter wählt. Zur gleichen Zeit verspricht Hektor Achilleus’ Pferde demjenigen Freiwilligen, der in dieser Nacht prüft, ob das griechische Lager gut bewacht sei. Dolon meldet sich, gerät aber in einen Hinterhalt, als ihn Diomedes und Odysseus zufällig im Wald bemerken. Sie erpressen aus ihm die Information über das troische Lager, dass dort berühmte thrakische Pferde kürzlich angekommen seien, und töten ihn trotz des Versprechens, ihn zu verschonen. Die beiden Achaier überfallen daraufhin das troische Lager, töten den thrakischen König Rhesos und stehlen zwei von seinen Pferden, auf denen sie zurückreiten.
11. Buch
Am nächsten Morgen rüstet sich Agamemnon und Zeus entsendet negative Vorzeichen, doch der Kampf bleibt zunächst ausgeglichen. Agamemnon kann sich allerdings hervortun und tötet mehrere bedeutende Troer, darunter auch Söhne vom König Priamos. Hektor erfährt von Zeus über Iris, dass er erst die Achaier wieder attackieren solle, wenn Agamemnon sich verwundet aus der Schlacht zurückziehen müsse. Dies geschieht dann nach einem Armtreffer durch Koon. Nun zeichnet sich Hektor aus und wird erst durch Diomedes (und Odysseus) kampfunfähig gemacht. Im Anschluss daran werden viele Anführer der Achaier verwundet, darunter Diomedes und Machaon durch Paris. Sie werden ins Lager zurückgebracht, in das sich auch Odysseus, verletzt, und Aias nun zurückziehen müssen. Zu dieser Zeit entsendet Achilleus Patroklos zu Nestor, um sich nach einem Verwundeten zu erkundigen. Patroklos erfährt dort von Nestor und Eurypylos die Schwere der Lage und wird an die Mahnungen seines Vaters Menoitios erinnert.

12. Buch
Nach einem kurzen Ausblick auf das Schicksal der griechischen Befestigung bereiten sich die Troer vor, selbige zu erobern. Trotz der Weisung, nicht mit dem Wagen dies zu tun, fährt Asios einem Tor entgegen und wird entsprechend auch zurückgedrängt. Erst Hektor kann trotz ungünstiger Zeichen Asios gegen die Verteidigung der beiden Aianten helfen. Die Lykier greifen einen Turm an, wobei es Sarpedon zwar gelingt, einen Teil der Mauer einzureißen, er dennoch erstmal nicht weiter vordringen kann. Erst Hektor gelingt es, ein Tor zu zerstören, sodass die Troer bis ins Schiffslager gelangen können. Die Achaier flüchten.

## 13. bis 16. Buch
13. Buch
Zeus wendet sich kurzzeitig von der Schlacht ab, was Poseidon nutzt, um die Achaier zu unterstützen. Er stärkt die beiden Aianten in Form des Sehers Kalchas, sodass diese mit ihren Gefährten Hektor stoppen können. Hektor aber tötet Amphimachos, den Großsohn Poseidons, der, wütend über den Tod seines Enkels, den Idomeneus zum Kampf antreibt. Letzterer tötet viele Troer, darunter Othryoneus – den Bräutigam Kassandras –, Asios und Anchises' Schwiegersohn Alkathoos, um dessen Leiche ein Kampf entsteht. Unter zahlreichen Kämpfern zeichnet sich anschließend Menelaos aus; ein Zweikampf zwischen Aineias und Idomeneus endet unentschieden. Vorstöße auf beiden Seiten bleiben erfolglos.

14. Buch
Nestor begegnet unentschlossen, ob er zu den anderen Achaiern oder Agamemnon gehen soll, eben jenem, der wie Diomedes und Odysseus verwundet ist. Agamemnon rät erneut, heimzufahren, und wird diesmal von Odysseus davon abgehalten und aufgefordert, auch verwundet die Gefährten zu motivieren. Um Poseidon zu helfen, versucht Hera, ihren Gatten Zeus vom Geschehen abzulenken. Sie macht sich schön, erschwindelt sich den erotisierenden Gürtel der Aphrodite von dieser und überredet Hypnos, Zeus nach dem Liebesakt in Schlaf zu versetzen. Dies vollzieht sich dann gemäß der Planung, sodass Poseidon auf dem Schlachtfeld nun direkt eingreifen kann. Hektor und er ordnen zunächst jeweils die Heere, Ersterer wird jedoch bald vom großen Aias durch einen Steinwurf außer Gefecht gesetzt. Dadurch gestärkt können die Achaier die Troer Richtung Stadt zurückdrängen.
15. Buch

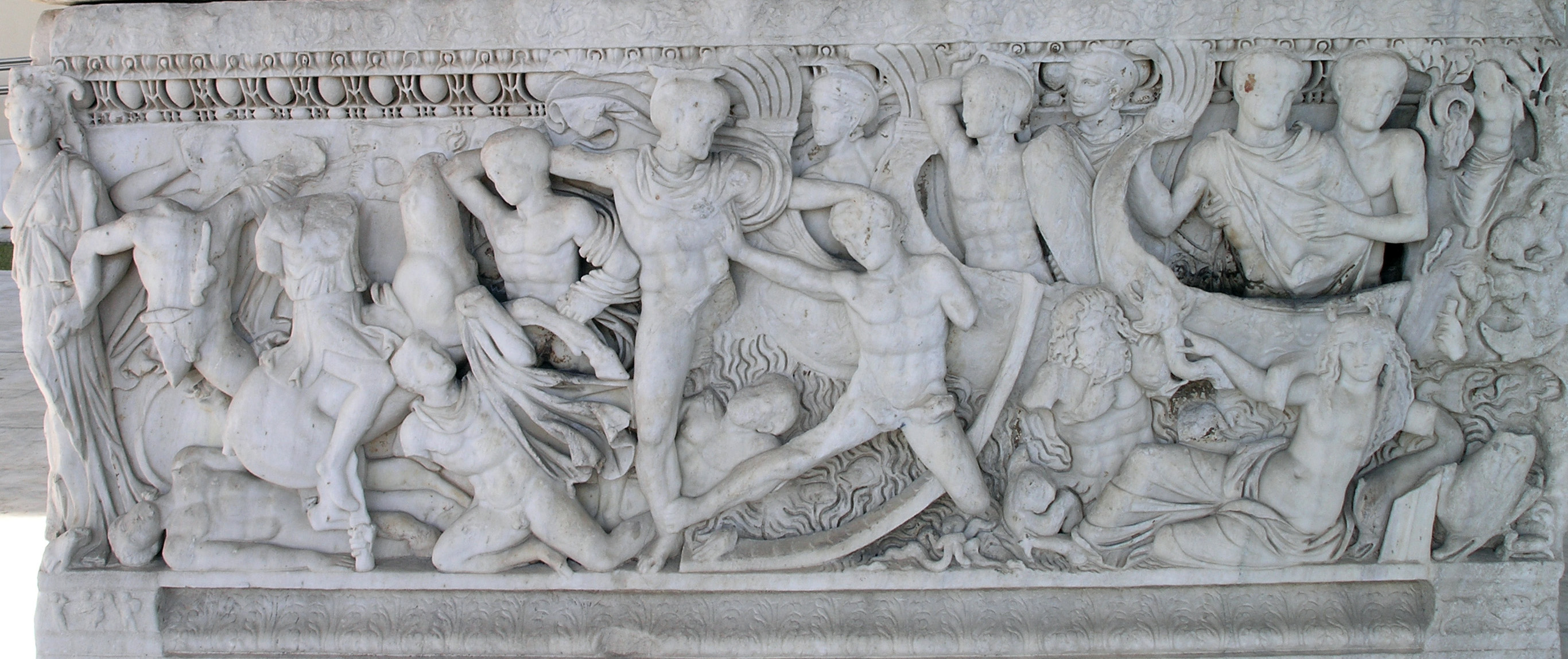
Darstellung des Kampfes um die Schiffe auf einem neuattischen Sarkophag aus der zweiten Hälfte des dritten Jahrhunderts unserer Zeitrechnung, der sich heute im Archäologischen Nationalmuseum in Thessaloniki befindet.

Zeus erwacht und wird wütend auf Hera. Diese schiebt die Schuld auf Poseidon und wird vom Ida zum Olymp geschickt. Dort beklagt sie sich über Zeus und schickt ihm die erbetenen Iris und Apollon. Iris überbringt Poseidon die Weisung, sich aus dem Kampf zurückzuziehen, welcher er missmutig folgt; Apollon unterstützt währenddessen Hektor beim erneuten Angriff auf das griechische Lager mittels der Aigis und der Beseitigung des Grabens. Die Verteidigungslinie muss weichen, sodass die Troer bis an die Schiffe gelangen können. Dies veranlasst Patroklos, zu Achilleus zu gehen. Neben Einzelkämpfen um die Schiffe wird Teukros’ Bogensehne durch Zeus zerrissen. Zeus will zuerst ein Schiff brennen sehen, bevor er die Schlacht wenden lassen möchte. Deshalb können die Achaier weiter zu den Schiffen gedrängt werden; nur noch Aias kann Protesilaos' Schiff mit letzter Kraft verteidigen.
16. Buch

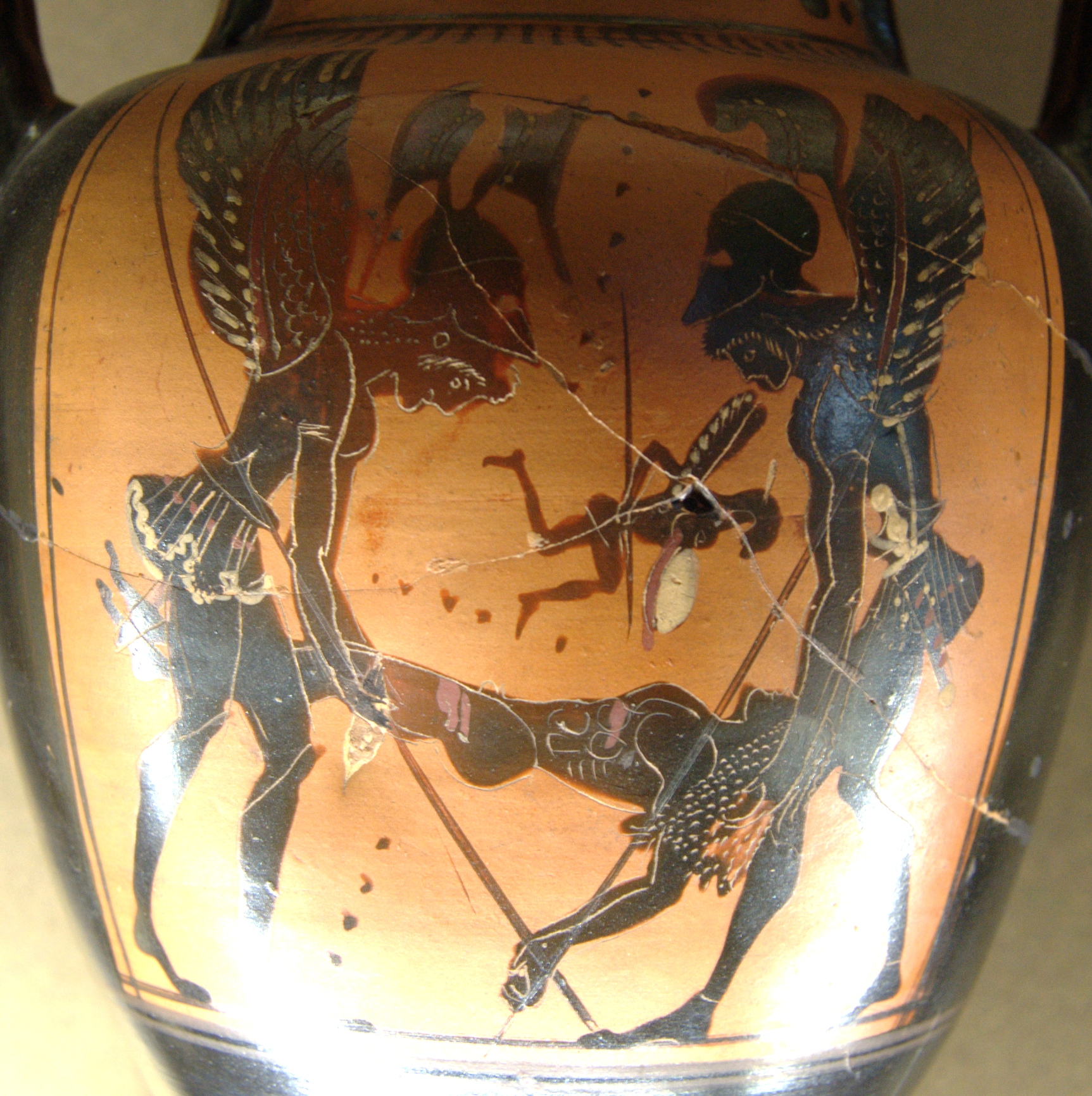
Hypnos („Schlaf“) und Thanatos („Tod“) entrücken Sarpedons Leichnam. Die attische, rotfigurige Amphore aus den Jahren 500 bis 490 befindet sich im Louvre in Paris.

Nachdem Patroklos bei Achilleus angekommen ist, bittet er ihn, helfen zu dürfen. Dies gestattet er unter den Bedingungen, nur in seiner Rüstung und mit den Myrmidonen die Troer ausschließlich vom Lager zurückzudrängen. Aias muss währenddessen Hektor weichen, sodass das erste Schiff in Brand gesetzt werden kann. Patroklos und seine Pferde werden kampfbereit gemacht, während Achilleus die Myrmidonen zum Kampf ermutigt und Zeus um Erfolg bittet. Die Myrmidonen werden in einem Katalog vorgestellt. Als Patroklos ins Geschehen eingreift, denken die Troer wegen Achilleus’ Rüstung, dass dieser nun eingreifen würde, und flüchten aus dem Lager – das Feuer kann gelöscht werden. Patroklos eilt ihnen nach und kann unter anderem in einem Zweikampf den Lykierkönig Sarpedon töten. Dessen Vater Zeus überlegte zwar, ihn zu retten, wird aber durch Hera umgestimmt. Im Sterben bittet Sarpedon Glaukos um Rache, woraufhin Letzterer von Apollon geheilt wird und dann ein Wettstreit um die Rüstung entsteht. Patroklos gewinnt zwar die Rüstung, Sarpedons Körper wird allerdings von Apollon nach Lykien entrückt. Patroklos entscheidet gegen Achilleus’ Rat, Ilios anzugreifen. Er stürmt viermal gegen die Mauern der Stadt und wird jedes Mal von Apollon zurückgehalten, der ihn beim vierten Mal wütend vertreibt und Hektor ermutigt, gegen ihn zu kämpfen. In diesem Kampf wird zwar zunächst Hektors neuer Wagenlenker Kebriones getötet und dessen Rüstung gestohlen. Dann aber stirbt Patroklos unter Apollons, Euphorbos’ und Hektors Händen und prophezeit Hektors baldigen Tod.

## 17. bis 20. Buch
17. Buch

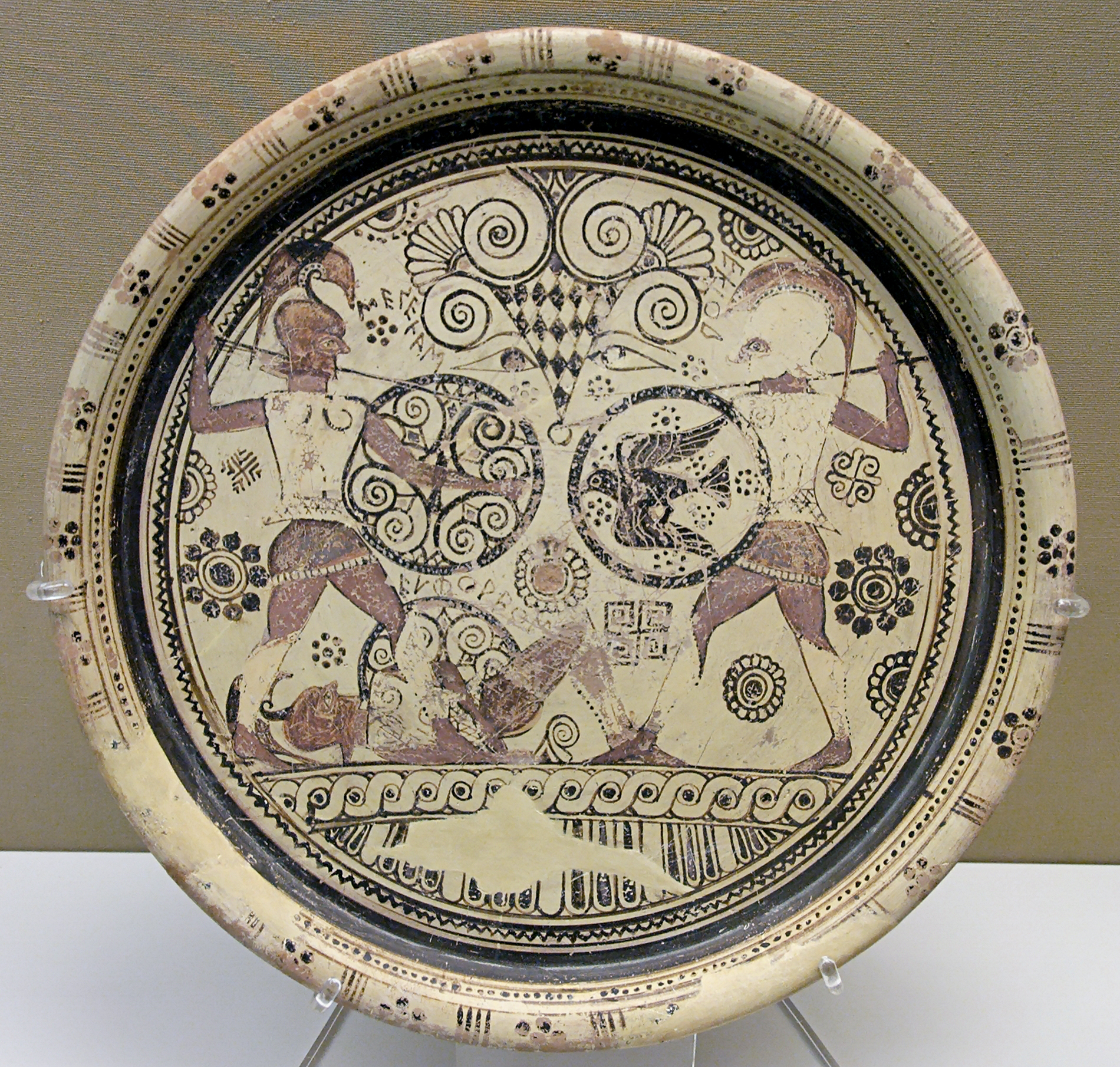
Menelaos und Hektor streiten um Euphorbos' Leichnam. Dieser Teller, der um 600 vor unserer Zeitrechnung in Kameiros auf Rhodos hergestellt wurde, befindet sich im British Museum in London.

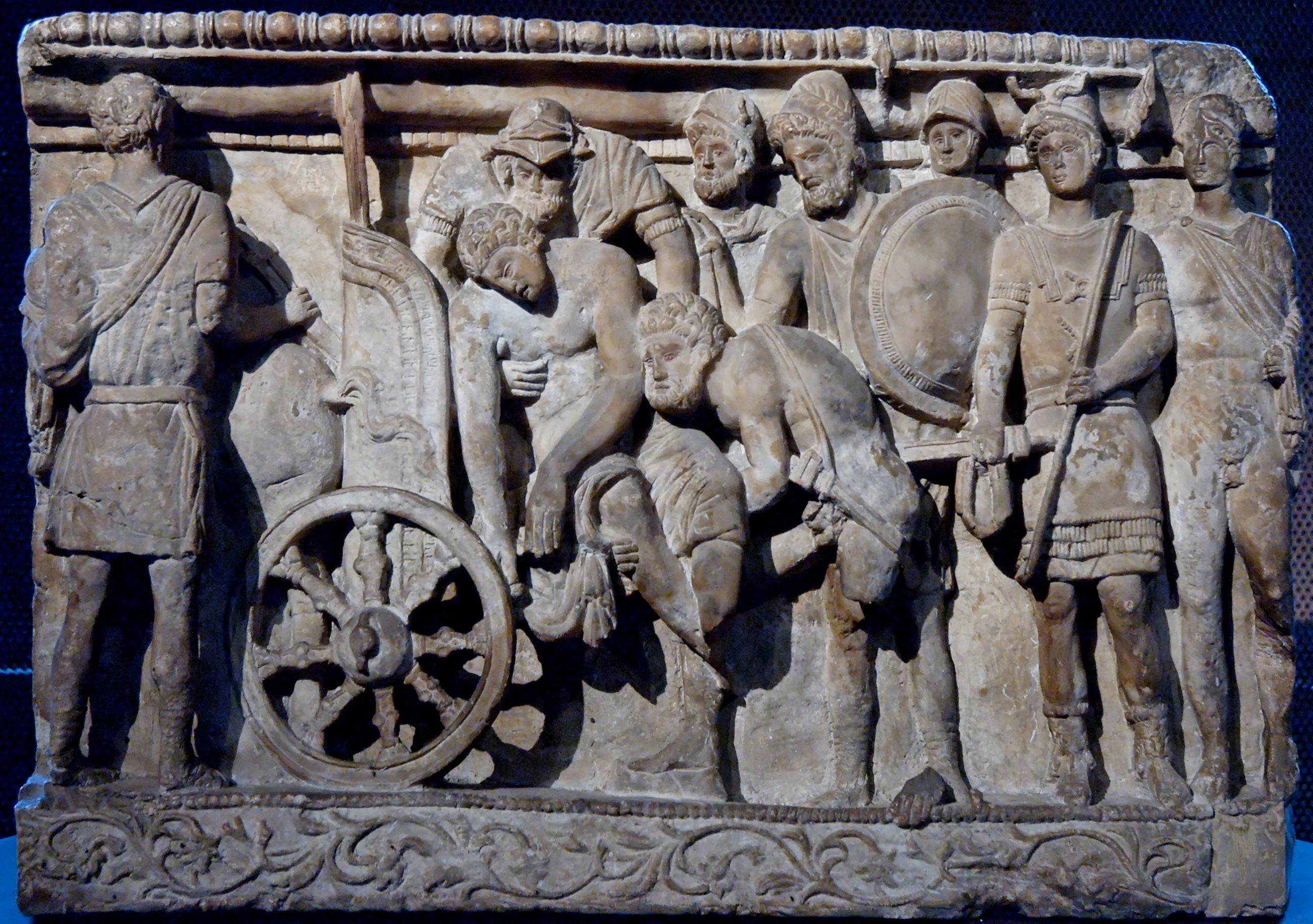
Menelaos und Meriones heben Patroklos’ Leichnam auf einen Wagen, um ihn vor den Troern zu retten. Die etruskische Alabasterurne aus dem zweiten Jahrhundert vor unserer Zeitrechnung befindet sich im Archäologischen Nationalmuseum in Florenz.

Im Kampf um Patroklos’ Rüstung, Leichnam und Gespann wird Euphorbos von Menelaos getötet, den wiederum Hektor zurücktreibt und dabei Patroklos’ (eigentlich Achilleus’) Rüstung erbeuten kann. Glaukos will Patroklos’ Leichnam gegen den von Sarpedon eintauschen und motiviert Hektor. Dieser legt Achilleus’ Rüstung an und spricht einen Preis für die Ergreifung der Leiche aus. Auf anderer Seite motiviert der große Aias die Griechen, die dann zunächst auch die Oberhand gewinnen. Patroklos wird von Nebel umhüllt, während die von dem Gefecht Unwissenden in der Sonne kämpfen, und von Aineias mit Apollon attackiert. Achilleus weiß währenddessen noch nichts von diesen Kämpfen. Sein Wagen wird von Hektor und Aineias attackiert, und vom Wagenlenker Automedon verteidigt, den beide Aianten und Menelaos beschützen. Zeus gibt den Troern den Sieg. Um Patroklos dennoch retten zu können, entfernt Zeus den Nebel um dessen Leichnam auf Wunsch vom großen Aias, wobei dies Antilochos über Menelaos antreibt, Achilleus herbeizurufen. Menelaos und Meriones ziehen Patroklos’ Leichnam Richtung Lager und werden dabei von den beiden Aianten geschützt.
18. Buch

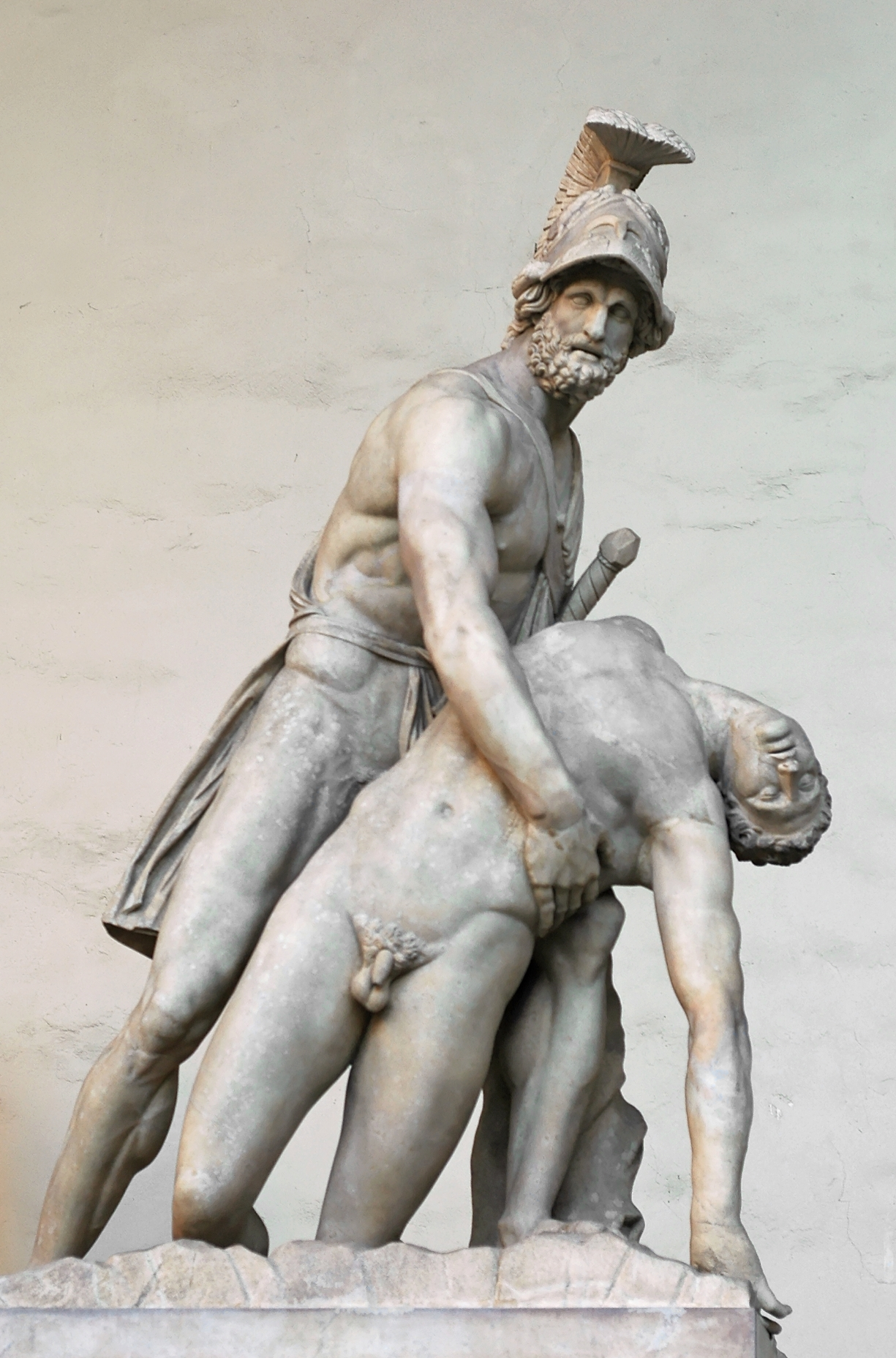
Auf dieser Marmorstatue nach dem hellenistischen Pasquino-Original des dritten Jahrhunderts vor unserer Zeitrechnung beklagt Menelaos Patroklos’ Leichnam. Die abgebildete Statue befindet sich in der Loggia dei Lanzi in Florenz.

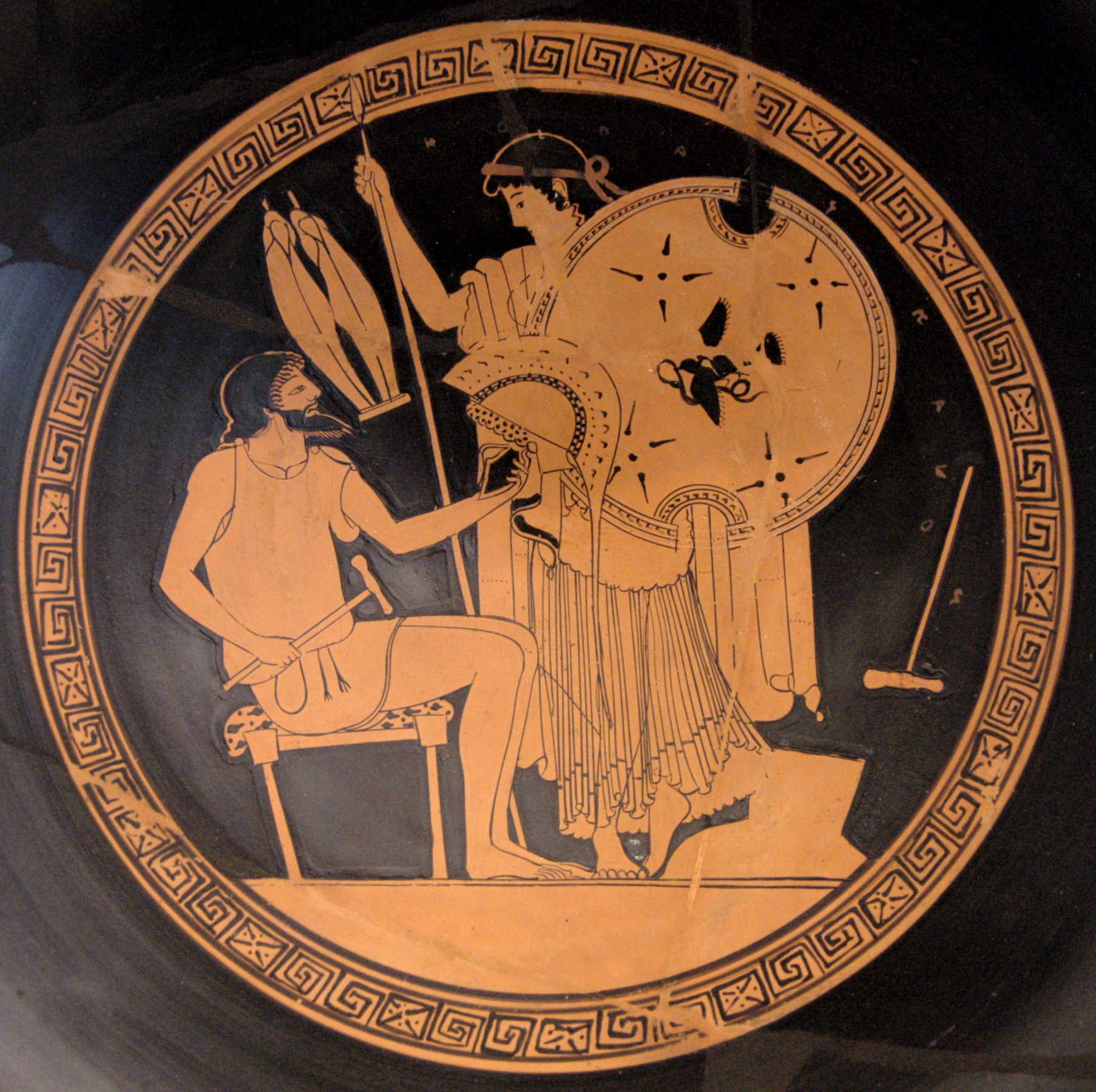
Hephaistos übergibt Thetis die für Achilleus gerade neu angefertigte Rüstung. Die Erzgießerei-Schale genannte attisch-rotfigurige Kylix, die zwischen 490 und 480 vor unserer Zeitrechnung entstanden ist, befindet sich heute im Alten Museum in Berlin.

Antilochos überbringt Achilleus die Nachricht vom Tod seines Freundes, woraufhin selbiger laut klagt. Seiner deshalb erscheinenden Mutter Thetis berichtet er seine Selbstvorwürfe und kündigt Hektors Tod an, auch wenn er dadurch sein eigenes Schicksal eines frühen Todes besiegeln würde. Er wünscht sich dafür neue Waffen, die Thetis von Hephaistos beschaffen geht. Währenddessen taucht Achilleus brüllend vor Patroklos’ Leichnam auf und vertreibt damit die Troer. In der Nacht rät Polydamas zur Rückkehr nach Ilios. Hektor spricht sich für eine Entscheidung der Schlacht unter den noch günstigen Zeichen des Zeus aus. Die Troer folgen Hektor. Patroklos’ Leiche wird gereinigt und gesalbt, dazu werden zwölf Troer geopfert. Thetis trifft währenddessen bei Hephaistos ein, der seine Arbeit unterbricht und von ihr um neue Waffen für Achilleus gebeten wird. Sofort beginnt er mit der Anfertigung eines Schildes, auf dem der Kosmos und die Stadt in Frieden und Krieg dargestellt werden. Im Anschluss daran werden Panzer, Helm und Beinschienen hergestellt.
19. Buch

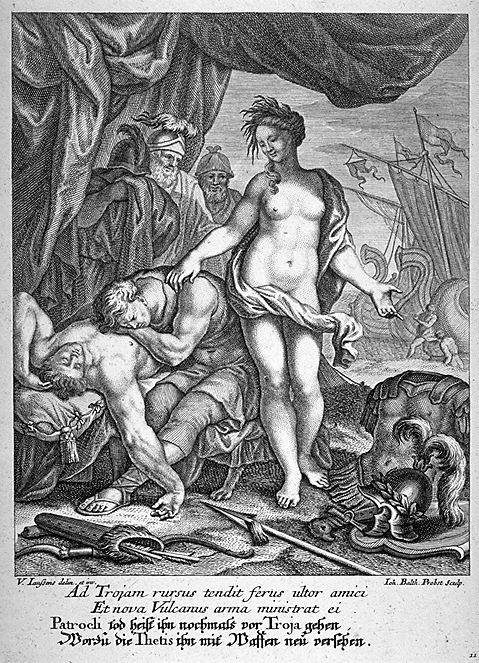
Thetis gibt dem um Patroklos’ Leichnam trauernden Achilleus die von Hephaistos geschaffene Rüstung. Der Stich von Johann Balthasar Probst ist im Fine Arts Museums of San Francisco ausgestellt.

Am nächsten Morgen übergibt Thetis Achilleus die Waffen und konserviert Patroklos’ Leichnam. Achilleus ruft zur Heeresversammlung, bedauert seinen Zorn und beendet diesen. Auch Agamemnon erkennt seine Verblendung, sucht aber die Ursache dafür in Zeus, den Moiren, den Erinnyen und Ate, welche sogar schon Zeus getäuscht hat. Er bietet Achilleus erneut die Geschenke an, die dieser jedoch zunächst ablehnt und sofort kämpfen möchte. Erst Odysseus kann die Achaier zum Frühstück bewegen, ermahnt aber Agamemnon noch einmal, Achilleus zu ehren. Obwohl letzter auf einen sofortigen Angriff beharrt, wird zunächst gefrühstückt. Achilleus enthält sich diesem. Danach werden die ehemals versprochenen Gaben zusammengetragen und von den Myrmidonen zu Achills Schiff getragen. Nach erneuten Klagen durch Briseïs und Achilleus über Patroklos’ Tod wird Achilleus von Athene mit Nektar und Ambrosia gestärkt. Achilleus rüstet sich und seine Pferde schließlich – eines davon prophezeit ihm den Tod – und greift die Troer an.

20. Buch
Zeus ruft zum Eingreifen der Götter in die Schlacht auf, was diese dann tun. So motiviert Apollon Aineias, sich Achilleus entgegenzustellen. Danach enthalten sich die Götter zunächst der Schlacht. Aineias attackiert Achilleus erst verbal und zählt dann seinen kompletten Stammbau auf. Aus dem dann folgenden Kampf rettet der sonst achaierfreundliche Gott Poseidon Aineias, um dessen Geschlecht und die Herrschaft über die Troer (obwohl diese ja momentan bei Priamos liegt) zu bewahren. Im Anschluss an dieses Gefecht tötet Achilleus mehrere Troer, darunter auch Polydoros, den jüngsten Sohn des Priamos. Hektor treibt zwar seine Gefährten an, sich Achilleus entgegenzustellen, wird von Apollon aber gewarnt, auch selbst dies zu tun. Als er den Tod seines Bruders mitbekommt, wendet er sich ungeachtet der Warnung gegen Achilleus, wird aber von Apollon gerettet. Weitere Kämpfer werden von Achilleus getötet.

## 21. bis 24. Buch
21. Buch
Achilleus treibt die Troer über den Fluss Xanthos (beziehungsweise Skamandros), fängt zwölf von ihnen für Patroklos Feuerbestattung und tötet weitere im Flussbett, darunter den vormals verschonten und diesmal vergeblich um Schonung flehenden Lykaon. Achilleus reizt den Flussgott, indem er dessen Leiche in ihn wirft, ihn mit weiteren Toten füllt und so am Fließen hindert. Daraufhin bittet der Fluss Achilleus, damit aufzuhören, doch letzterer weigert sich und wird daraufhin vom Fluss angegriffen. Dem Verzweifelten helfen zwar Poseidon und Athene, der Skamandros ruft allerdings den Simoeis zur Unterstützung. Erst der von Hera geschickte Hephaistos kann den Fluss durch sein Feuer bändigen. Im Anschluss daran kommt es zum Kampf der Götter untereinander, über den sich Zeus freut. Athene besiegt dabei Ares und Aphrodite – sie weint sich später bei Zeus aus –, Hera triumphiert über Artemis und Apollon will nicht gegen seinen Onkel Poseidon kämpfen, wofür er von Artemis und Hera getadelt wird. Auch Hermes will nicht kämpfen. Während die anderen Götter zum Olymp zurückkehren, bleibt Apollon zum Schutz vor Ilios. Er lockt Achilleus in Gestalt des Agenors von Ilios weg, sodass Priamos die Tore zum Empfang der Troer öffnen kann.
22. Buch

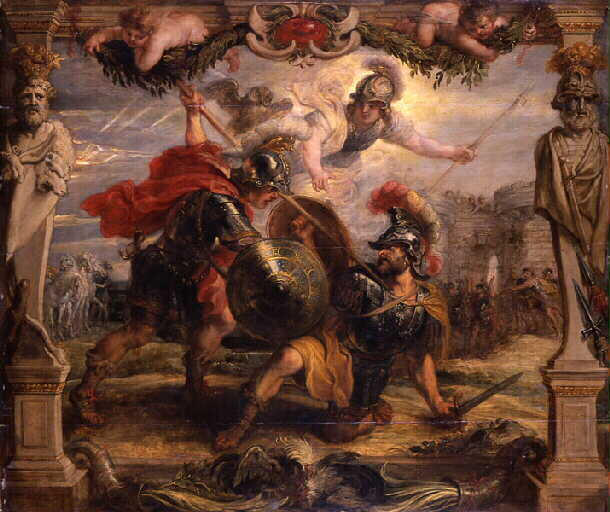
Dieses Bild, das zwischen 1630 und 1635 von Peter Paul Rubens gemalt wurde, stellt die Tötung von Hektor durch Achilleus’ Lanze dar. Es befindet sich zurzeit im Museum Boijmans Van Beuningen in Rotterdam.

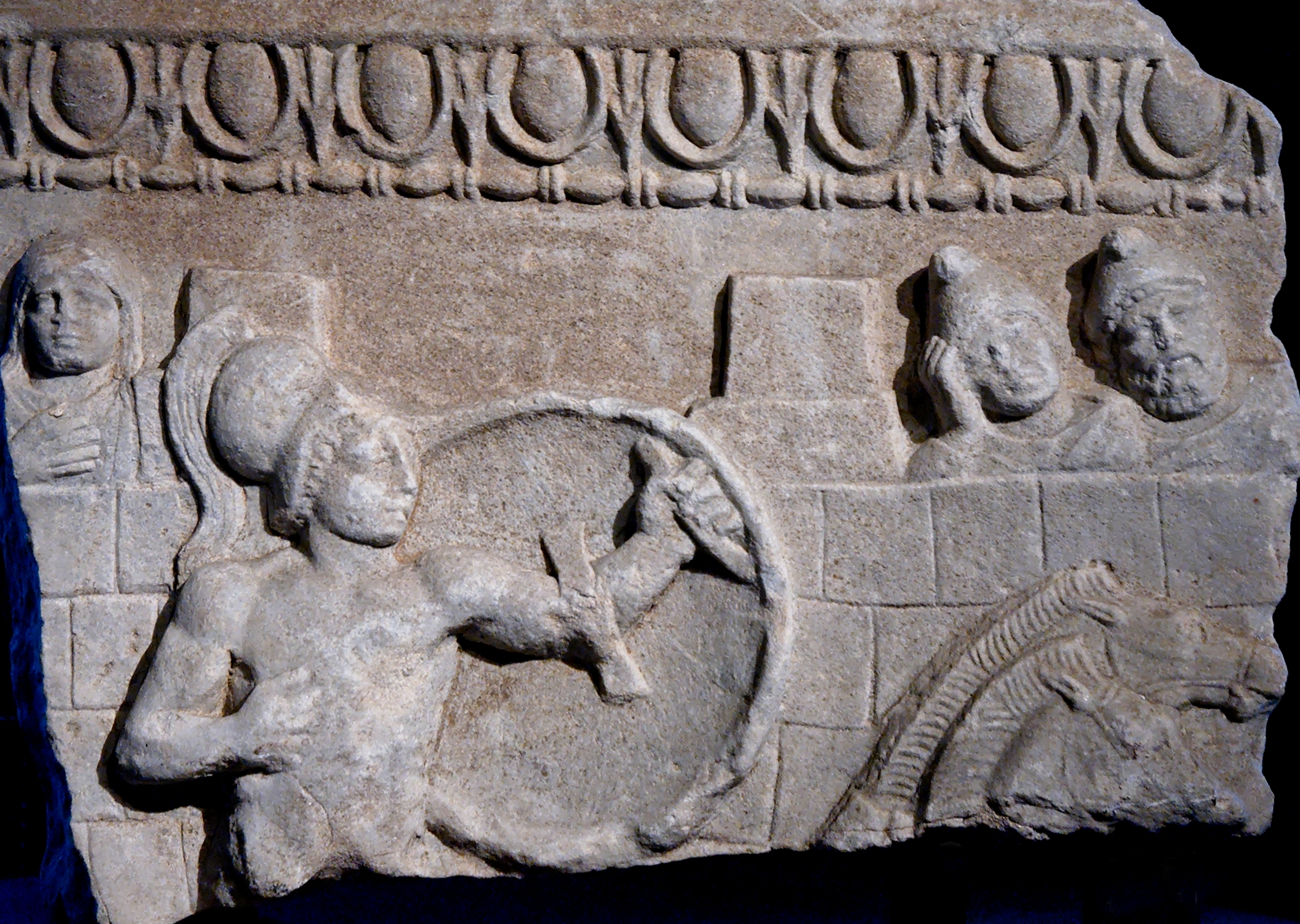
Die Abbildung dieses Kalksteinsarkophags zeigt Andromache, die von der troischen Mauer zusehen muss, wie ihr Mann Hektor hinter Achilleus’ Wagen mittels dessen hinterhergeschleift wird. Er befindet sich im Archäologischen Nationalmuseum von Reggio di Calabria.

Nun gibt sich Apollon Achilleus zu erkennen, woraufhin dieser sich sofort gegen Ilios wendet. Entgegen dem Wunsch seiner Eltern entscheidet Hektor, vor den Toren der Stadt auf Achilleus zu warten, um vor seinen Gefährten keine Schwäche zu zeigen. Als Achilleus dann aber heranstürmt, ist er gezwungen, vor ihm zu fliehen. Dabei umrunden sie dreimal die Stadt, bevor der Rat der Götter zusammenkommt, um über den folgenden Ablauf zu beraten. Zeus nutzt dabei die Schicksalswaage, die für Hektors Tod spricht, woraufhin Apollon Hektor verlässt und Athene in den Zweikampf eintritt. Sie überredet in Gestalt von Hektors Bruder Deïphobos selbigen, sich dem Kampf zu stellen. Achilleus reagiert auf keine Wünsche von Hektor für mögliche Bestattung, sondern wirft nach ihm mit der Lanze. Er verfehlt ihn, doch Athene gibt ihm diese zurück. Hektors Lanze prallt vom neuen Schild ab, als er von seinem Bruder (eigentlich Athene) eine Ersatzlanze haben möchte, ist dieser verschwunden. Er stürmt Achilleus entgegen, wird aber von dessen Lanze am Hals durchbohrt. Im Sterben kündigt Hektor Achilleus’ baldigen Tod an. Letzterer nimmt dessen Rüstung an sich und gibt den Leichnam nicht an die Troer zurück, sondern schleift ihn hinter seinem Wagen. Hektors Eltern klagen über den Verlust ihres ältesten Sohnes. Diese Klage wird von seiner Frau Andromache mitbekommen. Als sie ihren Gatten geschleift sieht, fällt sie in Ohnmacht.

23. Buch
Nachdem Hektor besiegt worden ist, soll Patroklos am nächsten Tag bestattet werden. In der Nacht besucht seine Psyche Achilleus, weissagt ihm seinen nahen Tod, bittet um ein gemeinsames Grab und eine baldige Bestattung für seinen Leichnam. Am nächsten Morgen wird Holz beschafft und Patroklos’ Scheiterhaufen neben Tier- und Menschenopfern durch die Winde Boreas und Zephyros entzündet. Achilleus verspricht ihm, Hektors Leiche den Hunden vorzuwerfen, die noch durch Aphrodite und Apollon vor Schleifspuren geschützt wird. Am nächsten Tag werden Patroklos’ Gebeine in einem Grabhügel bestattet. Um den Toten zu ehren, begeht man Wettspiele. Im Wagenrennen treten Nestors Sohn Antilochos, Eumelos, Diomedes, Menelaos und Meriones an. Eumelos scheidet aus, Diomedes siegt, Antilochos erringt durch eine List den zweiten Platz vor Menelaos. Achilleus will Eumelos aufgrund des unverschuldeten Radbruchs den zweiten Preis gewähren. Da Antilochos auf diesen besteht, erhält Eumelos einen Sonderpreis. Menelaos erwähnt Antilochos’ List und verlangt von ihm den Schwur, nicht regelwidrig gehandelt zu haben. Dieser gewährt ihm stattdessen den zweiten Preis, doch Menelaos ist versöhnt und schenkt ihm den zweiten Preis. Die übrigen Wettkämpfe sind Boxen (Sieg für Epeios), Ringen (Unentschieden zwischen dem großen Aias und Odysseus), Laufen (Odysseus siegt), Speerstechen (unentschieden), Diskuswerfen (hier siegt Polypoites), Bogenschießen (Meriones gewinnt den Wettstreit) und Speerwerfen (hier wird Agamemnon der erste Preis zugesprochen).
24. Buch

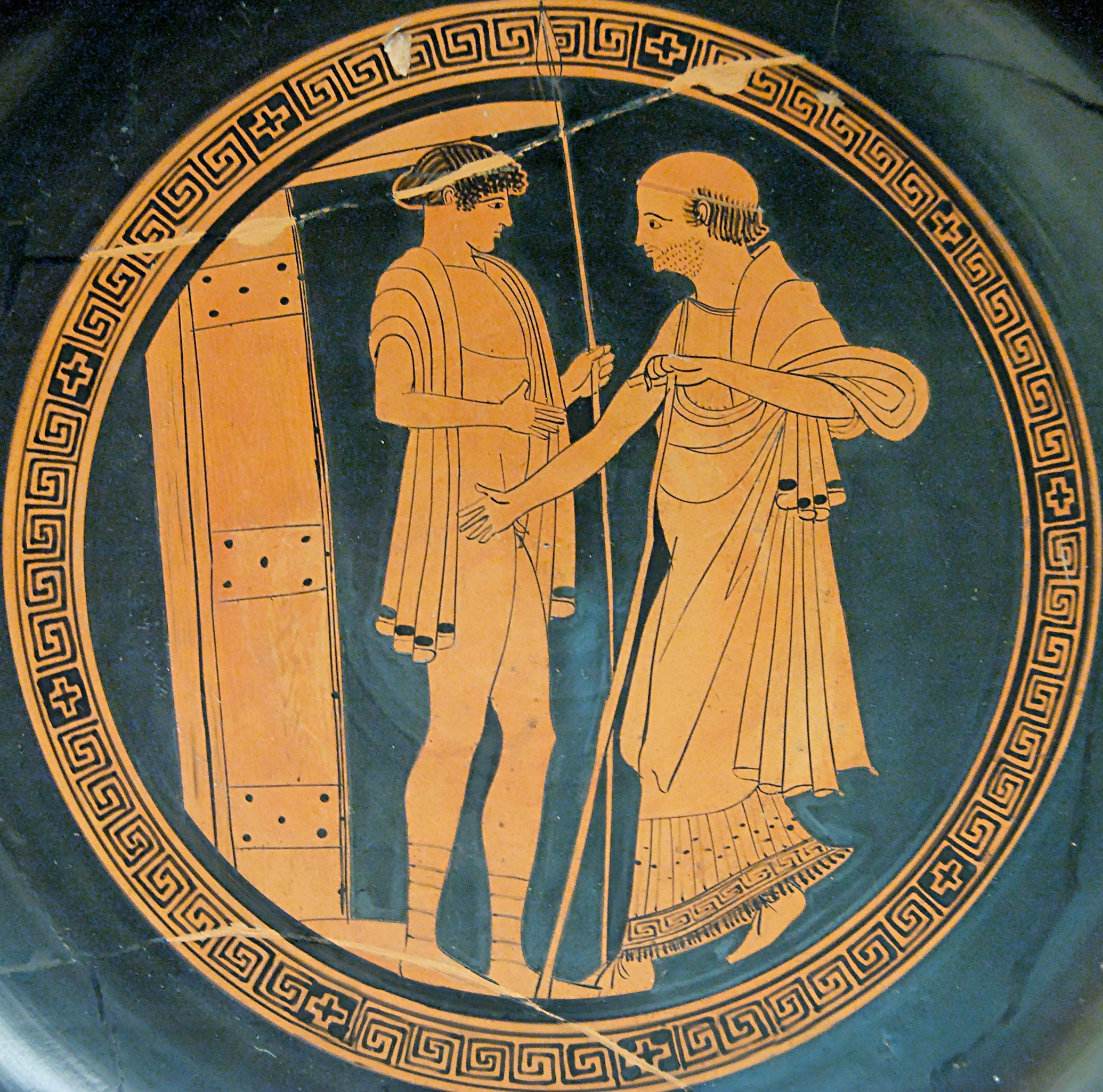
Priamos bittet Achilleus, Hektors Leichnam nicht mehr zu schänden und ihn ihm zu geben. Diese attischen, rotfigurigen Kylix, die circa 480 vom so genannten Briseis-Maler hergestellt wurde und sich heute im British Museum in London befindet.

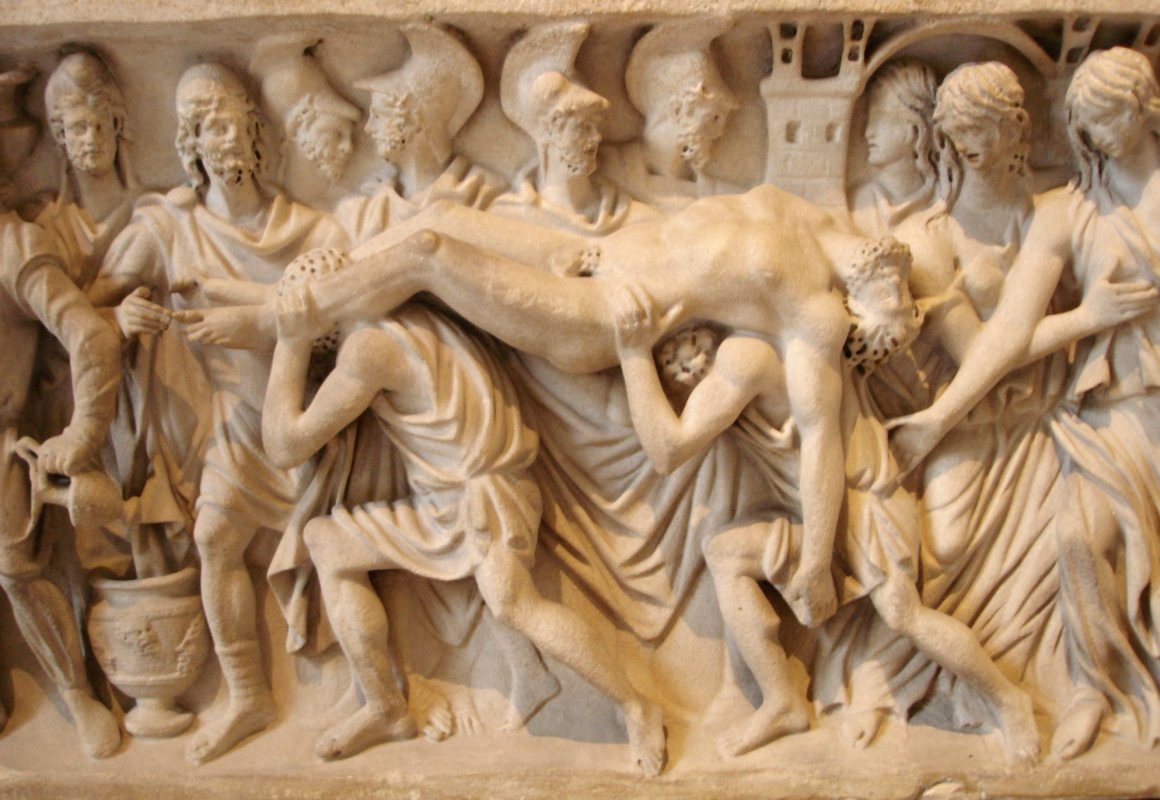
Dieser Marmorsarkophag zeigt die Ankunft von Hektors Leichnam in Ilios. Das römische Kunstwerk ist circa 180 bis 200 unserer Zeitrechnung entstanden und befindet sich heute im Louvre in Paris.

Achilleus schleift weiterhin Hektors Leichnam, woraufhin die Götter disputieren, ob er ihm entwendet und den Troern zurückgegeben werden sollte. Zeus entscheidet schließlich, dass er selbst ihn zurückgeben soll. Dazu entsendet er Iris zu Thetis, die ihren Sohn über die sonstige Missgunst unterrichten soll. Achilleus akzeptiert die Rückgabe widerspruchslos. Im Anschluss daran verkündet Iris dem Priamos Zeus’ Plan, so dass dieser sich trotz der Bedenken seiner Frau Hekabe mit Lösegeld und Geschenken zu Achilleus begibt. Hermes weist ihm in Gestalt eines jungen Myrmidonen den Weg. An Achilleus’ Zelt gibt er sich ihm zu erkennen. Priamos tritt ein, erinnert an dessen Vater (der Priamos ähnlich sei) und bittet um die Herausgabe seines Sohnes. Achilleus beweint seinen Freund und gewährt ihm schließlich die Rückgabe. Priamos übergibt ihm das Lösegeld und erhält dafür seinen gewaschenen Sohn. Während eines gemeinsamen Abendessens lernen sie sich kennen und schätzen; Achilleus gewährt für die Bestattung des ehemaligen Kontrahenten eine elftägige Waffenruhe. Priamos legt sich schlafen, wird aber in der Nacht von Hermes geweckt, der ihn tadelt, dass er von Agamemnon bemerkt werden könnte, und geleitet ihn schnell wieder aus dem Lager zum Skamandros. Als die Troer Hektors Leiche auf Priamos’ Wagen erkennen, klagen sie laut. In Priamos’ Haus tun dies dann seine Frau Andromache, seine Mutter Hekabe und seine Schwägerin Helena. Vor der Feuerbestattung am zehnten Tag werden neun Tage Holz gesammelt, am elften Tag werden die Gebeine in einem Grabmal gesammelt. Ein Totenmahl beschließt das Epos.

### Genutzte Fachliteratur
- Walter Bröcker: Theologie der Ilias. Frankfurt am Main 1975, ISBN 978-3-465-01111-8
- Walter Diehl: Die wörtlichen Beziehungen zwischen Ilias und Odyssee. Greifswald 1938.
- Friedrich Eichhorn: Homers Ilias. Ihr allgemeines Werden unter der Hand des Dichters und ihre endgültige Gestalt. Horn 1971, ISBN 3-11-004045-X

- Robert Fowler (Hrsg.): The Cambridge Companion to Homer. Cambridge 2004, ISBN 978-0-521-01246-1, books.google.de
  - Richard Hunter: Homer and Greek literature. In: Robert Fowler (Hrsg.): The Cambridge Companion to Homer. Cambridge 2004, S. 235–253.
  - Joseph Farrell: Roman Homer. In: Robert Fowler (Hrsg.): The Cambridge Companion to Homer. Cambridge 2004, S. 254–271.
  - Timothy Webb: Homer and the Romantics. In: Robert Fowler (Hrsg.): The Cambridge Companion to Homer. Cambridge 2004, S. 287–310.
  - James I. Porter: Homer: the history of an idea. In: Robert Fowler (Hrsg.): The Cambridge Companion to Homer. Cambridge 2004, S. 324–343.
  - Lorna Hardwick: ‘Shards and suckers’: contemporary receptions of Homer. In: Robert Fowler (Hrsg.): The Cambridge Companion to Homer. Cambridge 2004, S. 344–362.

- Hermann Fränkel: Dichtung und Philosophie des frühen Griechentums. 3. Auflage. München 1976, ISBN 978-3-406-37716-7, S. 1–103
- Hermann Fränkel: Die homerischen Gleichnisse. 2. Auflage. Göttingen 1977, ISBN 978-3-525-25734-0
- Wolf-Hartmut Friedrich: Verwundung und Tod in der Ilias. Homerische Darstellungsweisen. In: Abhandlungen der Akademie der Wissenschaften in Göttingen. Philologisch-historische Klasse. Dritte Folge Nr. 38, Göttingen 1956 ISBN 978-3-525-82306-4
- Ernst Heitsch: Epische Kunstsprache und homerische Chronologie. Heidelberg 1978, ISBN 978-3-533-00468-4
- Ernst Heitsch: Gesammelte Schriften I: Zum frühgriechischen Epos. München/Leipzig 2001, ISBN 3-598-77701-9
- Ernst Heitsch: Altes und Neues zur Ilias. Überlegungen zur Genese des Werkes. Stuttgart 2006, ISBN 978-3-515-08884-8
- Ludwig Hasper: Beiträge zur Topographie der homerischen Ilias. Brandenburg 1867

- Wolfgang Kullmann; Roland J. Müller (Hrsg.): Homerische Motive. Stuttgart 1992, ISBN 978-3-515-06206-0
  - Wolfgang Kullmann: Ein vorhomerisches Motiv im Iliasproömium. In: Philologus, Berlin 1955, S. 167–192 (= Wolfgang Kullmann; Roland J. Müller (Hrsg.): Homerische Motive. Stuttgart 1992, S. 11–36).
  - Wolfgang Kullmann: Zur Διὸς βουλή [Diòs boulē] des Iliasproömiums. In: Philologus, Band 100, Berlin 1956, S. 132–133 (= Wolfgang Kullmann; Roland J. Müller (Hrsg.): Homerische Motive. Stuttgart 1992, S. 36–37).
  - Wolfgang Kullmann: Die Probe des Achaierheeres in der Ilias. In: Museum Helveticum, Band 12, Basel 1955, S. 253–273 (= Wolfgang Kullmann; Roland J. Müller (Hrsg.): Homerische Motive. Stuttgart 1992, S. 38–63).
  - Wolfgang Kullmann: Die Töchter Agamemnons in der Ilias. In: Gymnasium, Band 72, Heidelberg 1965, S. 200–203 (= Wolfgang Kullmann; Roland J. Müller (Hrsg.): Homerische Motive. Stuttgart 1992, S. 64–66).
  - Wolfgang Kullmann: Vergangenheit und Zukunft in der Ilias. In: Poetica, Band 2, München 1968, S. 15–37 (= Wolfgang Kullmann; Roland J. Müller (Hrsg.): Homerische Motive. Stuttgart 1992, S. 219–242).
  - Wolfgang Kullmann: Gods and Men in the ‘Iliad’ and the ‘Odyssey’. In: Harvard Studies in Classical Philology, Band 89, Harvard 1985, S. 1–23 (= Wolfgang Kullmann; Roland J. Müller (Hrsg.): Homerische Motive. Stuttgart 1992, S. 243–263).
  - Wolfgang Kullmann: Deutung und Bedeutung der Götter bei Euripides. In: Sebastian Posch, Erich Thummer, Karlheinz Töchterle (Hrsg.), Innsbruck 1987, S. 7–22 (= Wolfgang Kullmann; Roland J. Müller (Hrsg.): Homerische Motive. Stuttgart 1992, S. 319–338).
  - Wolfgang Kullmann: Einige Bemerkungen zum Homerbild des Mittelalters. In: Michael Borgolte, Herrad Spilling (Hrsg.): Litterae medii aevi. Festschrift für Johanne Autenrieth. Sigmaringen 1988, S. 1–15 (= Wolfgang Kullmann; Roland J. Müller (Hrsg.): Homerische Motive. Stuttgart 1992, S. 353–372).
  - Wolfgang Kullmann: Friedrich Gottlieb Welcker über Homer und den epischen Kyklos. In: William Musgrave Calder III, Adolf Köhnken, Wolfgang Kullmann, Günther Pflug (Hrsg.): Friedrich Gottlob Welcker. Werk und Wirkung. Stuttgart 1986, S. 105–130 (= Wolfgang Kullmann; Roland J. Müller (Hrsg.): Homerische Motive. Stuttgart 1992, S. 373–399).

- Joachim Latacz: Homeros. In: Der Neue Pauly (DNP). Band 5, Metzler, Stuttgart 1998, ISBN 3-476-01475-4, Sp. 686–699.

- Joachim Latacz (Hrsg.): Homers Ilias. Gesamtkommentar. Prolegomena, München/Leipzig 2000 ISBN 3-598-74300-9
  - Joachim Latacz: Zur Homerkommentierung. Von den Anfängen bis zu diesem Kommentar. In: Joachim Latacz (Hrsg.): Homers Ilias. Gesamtkommentar. Prolegomena, München/Leipzig 2000a, S. 1–26.
  - Martin Litchfield West: Geschichte des Textes. In: Joachim Latacz (Hrsg.): Homers Ilias. Gesamtkommentar. Prolegomena, München/Leipzig 2000, S. 27–38.
  - Joachim Latacz: Formelhaftigkeit und Mündlichkeit. In: Joachim Latacz (Hrsg.): Homers Ilias. Gesamtkommentar. Prolegomena, München/Leipzig 2000b, S. 39–59.
  - Rudolf Wachter: Grammatik der homerischen Sprache. In: Joachim Latacz (Hrsg.): Homers Ilias. Gesamtkommentar. Prolegomena, München/Leipzig 2000, S. 61–108.
  - René Nünlist: Homerische Metrik. In: Joachim Latacz (Hrsg.): Homers Ilias. Gesamtkommentar. Prolegomena, München/Leipzig 2000, S. 109–114.
  - Fritz Graf: Zum Figurenbestand der Ilias: Götter. In: Joachim Latacz (Hrsg.): Homers Ilias. Gesamtkommentar. Prolegomena, München/Leipzig 2000, S. 115–132.
  - Magdalene Stoevesandt: Zum Figurenbestand der Ilias: Menschen. In: Joachim Latacz (Hrsg.): Homers Ilias. Gesamtkommentar. Prolegomena, München/Leipzig 2000, S. 133–143.
  - Joachim Latacz: Zur Struktur der Ilias. In: Joachim Latacz (Hrsg.): Homers Ilias. Gesamtkommentar. Prolegomena, München/Leipzig 2000c, S. 145–157.
  - René Nünlist, Irene de Jong: Homerische Poetik in Stichwörtern. In: Joachim Latacz (Hrsg.): Homers Ilias. Gesamtkommentar. Prolegomena, München/Leipzig 2000, S. 159–171.

- Joachim Latacz, Thierry Greub, Peter Blome, Alfried Wieczorek (Hrsg.): Homer. Der Mythos von Troia in Dichtung und Kunst, München 2008 ISBN 978-3-7774-3965-5
  - Joachim Latacz: Warum Homer? In: Joachim Latacz, Thierry Greub, Peter Blome, Alfried Wieczorek (Hrsg.): Homer. Der Mythos von Troia in Dichtung und Kunst. München 2008, S. 15–17.
  - Peter Jablonka: Der Schauplatz der Ilias: Troia. In: Joachim Latacz, Thierry Greub, Peter Blome, Alfried Wieczorek (Hrsg.): Homer. Der Mythos von Troia in Dichtung und Kunst. München 2008, S. 81–89.
  - Sigrid Deger-Jalkotzy: Die vorhomerische Epik – Indizien und Wahrscheinlichkeiten. In: Joachim Latacz, Thierry Greub, Peter Blome, Alfried Wieczorek (Hrsg.): Homer. Der Mythos von Troia in Dichtung und Kunst. München 2008, S. 99–105.
  - Stefan Hagel: Die Sänger aus musikarchäologischer Perspektive. In: Joachim Latacz, Thierry Greub, Peter Blome, Alfried Wieczorek (Hrsg.): Homer. Der Mythos von Troia in Dichtung und Kunst. München 2008, S. 106–111.
  - Ernst-Richard Schwinge: Die Großstruktur der Epen. In: Joachim Latacz, Thierry Greub, Peter Blome, Alfried Wieczorek (Hrsg.): Homer. Der Mythos von Troia in Dichtung und Kunst. München 2008, S. 151–156.
  - Irene de Jong: Homers Erzählkunst. In: Joachim Latacz, Thierry Greub, Peter Blome, Alfried Wieczorek (Hrsg.): Homer. Der Mythos von Troia in Dichtung und Kunst. München 2008, S. 157–163.
  - Arbogast Schmitt: Gott und Mensch bei Homer. In: Joachim Latacz, Thierry Greub, Peter Blome, Alfried Wieczorek (Hrsg.): Homer. Der Mythos von Troia in Dichtung und Kunst. München 2008, S. 164–170.
  - Martin Litchfield West: Geschichte der Überlieferung. In: Joachim Latacz, Thierry Greub, Peter Blome, Alfried Wieczorek (Hrsg.): Homer. Der Mythos von Troia in Dichtung und Kunst. München 2008, S. 182–194.
  - Peter Blome: Die Rezeption der Homerischen Dichtung in der griechischen Bildkunst. In: Joachim Latacz, Thierry Greub, Peter Blome, Alfried Wieczorek (Hrsg.): Homer. Der Mythos von Troia in Dichtung und Kunst. München 2008, S. 196–207.
  - Anton Bierl: Die Rezeption der Homerischen Dichtung in der griechischen Literatur. In: Joachim Latacz, Thierry Greub, Peter Blome, Alfried Wieczorek (Hrsg.): Homer. Der Mythos von Troia in Dichtung und Kunst. München 2008, S. 208–214.
  - Hellmut Flashar: Die Rezeption Homers durch die Philosophen. In: Joachim Latacz, Thierry Greub, Peter Blome, Alfried Wieczorek (Hrsg.): Homer. Der Mythos von Troia in Dichtung und Kunst. München 2008, S. 215–220.
  - Henriette Harich-Schwarzbauer: Homer in der römischen Literatur. In: Joachim Latacz, Thierry Greub, Peter Blome, Alfried Wieczorek (Hrsg.): Homer. Der Mythos von Troia in Dichtung und Kunst. München 2008, S. 245–250.
  - Carolina Cupane: Die Homer-Rezeption in Byzanz. In: Joachim Latacz, Thierry Greub, Peter Blome, Alfried Wieczorek (Hrsg.): Homer. Der Mythos von Troia in Dichtung und Kunst. München 2008, S. 251–258.
  - Thierry Greub: Nähe und Ferne zu Homer: Die künstlerische Rezeption Homers in der Neuzeit. In: Joachim Latacz, Thierry Greub, Peter Blome, Alfried Wieczorek (Hrsg.): Homer. Der Mythos von Troia in Dichtung und Kunst. München 2008, S. 265–275.
  - Bernd Seidensticker: Die literarische Rezeption Homer in der Neuzeit. In: Joachim Latacz, Thierry Greub, Peter Blome, Alfried Wieczorek (Hrsg.): Homer. Der Mythos von Troia in Dichtung und Kunst. München 2008, S. 276–282.
  - Martin M. Winkler: Nenne mir, Muse, den Vater der Massenkultur: Homer in Kommerz und Kino. In: Joachim Latacz, Thierry Greub, Peter Blome, Alfried Wieczorek (Hrsg.): Homer. Der Mythos von Troia in Dichtung und Kunst. München 2008, S. 283–289.

- Albin Lesky: Homeros. In: Georg Wissowa (Hrsg.): Paulys Realencyclopädie der classischen Altertumswissenschaft. Supplementband 11. Abragila bis Zengisa, München 1968, S. 687–846, für die Ilias speziell S. 750–794 ISBN 978-3-476-01156-5

- Ian Morris, Barry Powell (Hrsg.): A new companion to Homer. Leiden 1997, ISBN 90-04-09989-1
  - Robert Lamberton: Homer in Antiquity. In: Ian Morris, Barry Powell (Hrsg.): A new companion to Homer. Leiden 1997, S. 33–54.
  - Ralph M. Rosen: Homer and Hesiod. In: Ian Morris, Barry Powell (Hrsg.): A new companion to Homer. Leiden 1997, S. 463–488.
  - Jenny Strauss Clay: The Homeric Hymns. In: Ian Morris, Barry Powell (Hrsg.): A new companion to Homer. Leiden 1997, S. 489–507.
  - Anthony Snodgrass: Homer and Greek Art. In: Ian Morris, Barry Powell (Hrsg.): A new companion to Homer. Leiden 1997, S. 560–597 ISBN 90-04-09989-1

- Gustav Adolf Seeck: Homer. Eine Einführung. Stuttgart 2004, ISBN 978-3-15-017651-1
- Bruno Snell: Dichtung und Gesellschaft. Hamburg 1965, S. 30–55, ISBN 978-3-546-48557-9
- Martin Litchfield West: The Date of the Iliad. In: Museum Helveticum, Band 52, Basel 1995, S. 203–219, ISSN 0027-4054

### Weitere wichtige Fachliteratur
- Cecil M. Bowra: Tradition and Design in the Iliad. Oxford 1930, ISBN 978-0-8371-9561-2
- John Chadwick: Linear B. Die Entzifferung der mykenischen Schrift. Göttingen 1959, ISBN 978-3-525-25706-7
- Irene de Jong: Narrators and Focalizers: The Presentation of the Story in the Iliad. 2. Auflage. London 2004, ISBN 978-1-85399-658-0
- Richard P. Martin: The Language of Heroes: Speech and Performance in the Iliad. Ithaca 1989, ISBN 978-0-8014-2353-6
- Peter von der Mühll: Kritisches Hypomnema zur Ilias, Basel 1952, ISBN 978-3-7965-1677-1
- Milman Parry: L’Epithète traditionelle dans Homère, Paris 1928
- Milman Parry: The Making of Homeric Verse: The Collected Papers of Milman Parry. Edited by Adam Parry. Oxford 1971, ISBN 978-0-19-520560-2
- Pietro Pucci: Odysseus Polutropos: Intertextual Readings in the Odyssey and the Iliad. Ithaca 1987, ISBN 978-0-8014-1888-4
- Karl Reinhardt: Die Ilias und ihr Dichter. Aus dem Nachlaß hrsg. von Uvo Hölscher. Göttingen 1961, ISBN 978-3-525-25716-6
- Wolfgang Schadewaldt: Iliasstudien. 3. Auflage. Darmstadt 1966, ISBN 978-3-534-09424-0
- Wolfgang Schadewaldt: Von Homers Welt und Werk. Aufsätze und Auslegungen zur homerischen Frage. 4. Auflage. Stuttgart 1965, ISBN 978-3-87425-117-4
- Arbogast Schmitt: Selbständigkeit und Abhängigkeit menschlichen Handelns bei Homer. Hermeneutische Untersuchungen zur Psychologie Homers. In: AAWM 1990/5, Stuttgart 1990, ISBN 978-3-515-05726-4
- Ulrich von Wilamowitz-Moellendorff: Die Ilias und Homer. Berlin 1916, ISBN 978-3-487-13136-8
- Friedrich August Wolf: Prolegomena ad Homerum sive de Operum Homericorum prisca et genuina forma. Halle 1795, uni-duisburg-essen.de